# Acadèmia d'Artilleria de Segòvia
L'Acadèmia d'Artilleria de Segòvia és una institució acadèmica militar, fundada el 16 de maig de 1764 com a Real Colegio Militar de Caballeros Cadetes a l'Alcàsser de Segòvia, en temps del rei Carles III a iniciativa de Félix Gazzola, el seu primer director. És la més antiga del món en actiu.

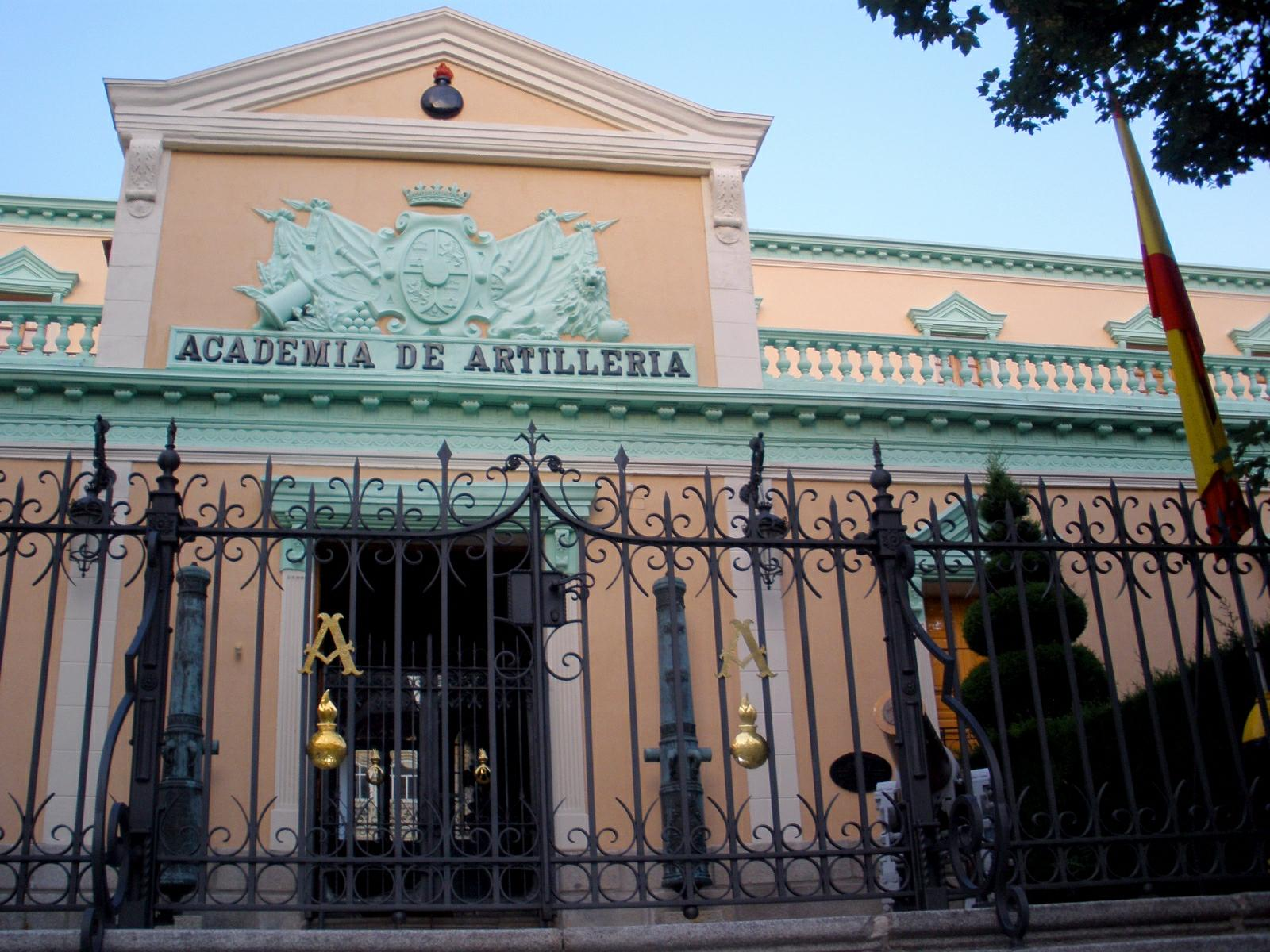
Acadèmia d'Artilleria de Segòvia.

L'acte commemoratiu del 250è aniversari, presidit pel rei Joan Carles I, fou celebrat el 16 de maig del 2014, essent l'últim acte militar al qual va assistir abans de la seva abdicació.

## Localització
La seu actual de l'Acadèmia d'Artilleria és l'Exconvent de San Francisco (Segòvia). Gran part de les noves instal·lacions, com a aules i residències estan situades en el Polígon de Baterías, on s'imparteixen els graus de Tècnic Superior als alumnes d'EMIES. Així mateix, disposa del Camp de Maniobres i Tir (CMT) Matabueyes (Real Sitio de San Ildefonso).

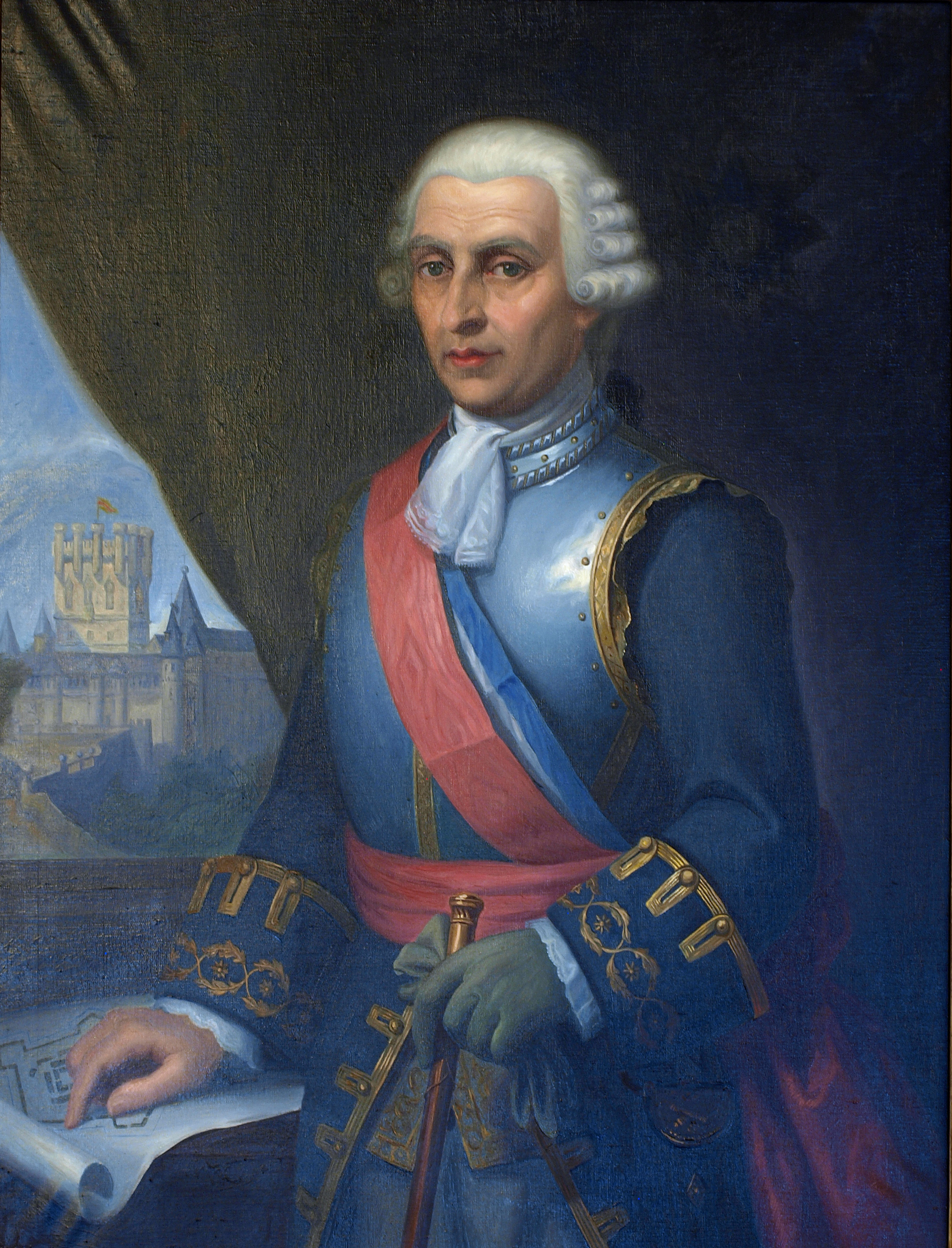
Felice Gazzola amb el Reial Col·legi d'Artilleria al fons.

## Activitats
L'Acadèmia està destinada a l'ensenyament de formació, estudis de perfeccionament i ensinistrament en simuladors, per a les escales d'Oficials, Suboficials i Tropa del Cos General de les Armes (CGE) de l'Exèrcit de Terra d'Espanya, en les especialitats d'Artilleria de Campanya i Artilleria Antiaèria.

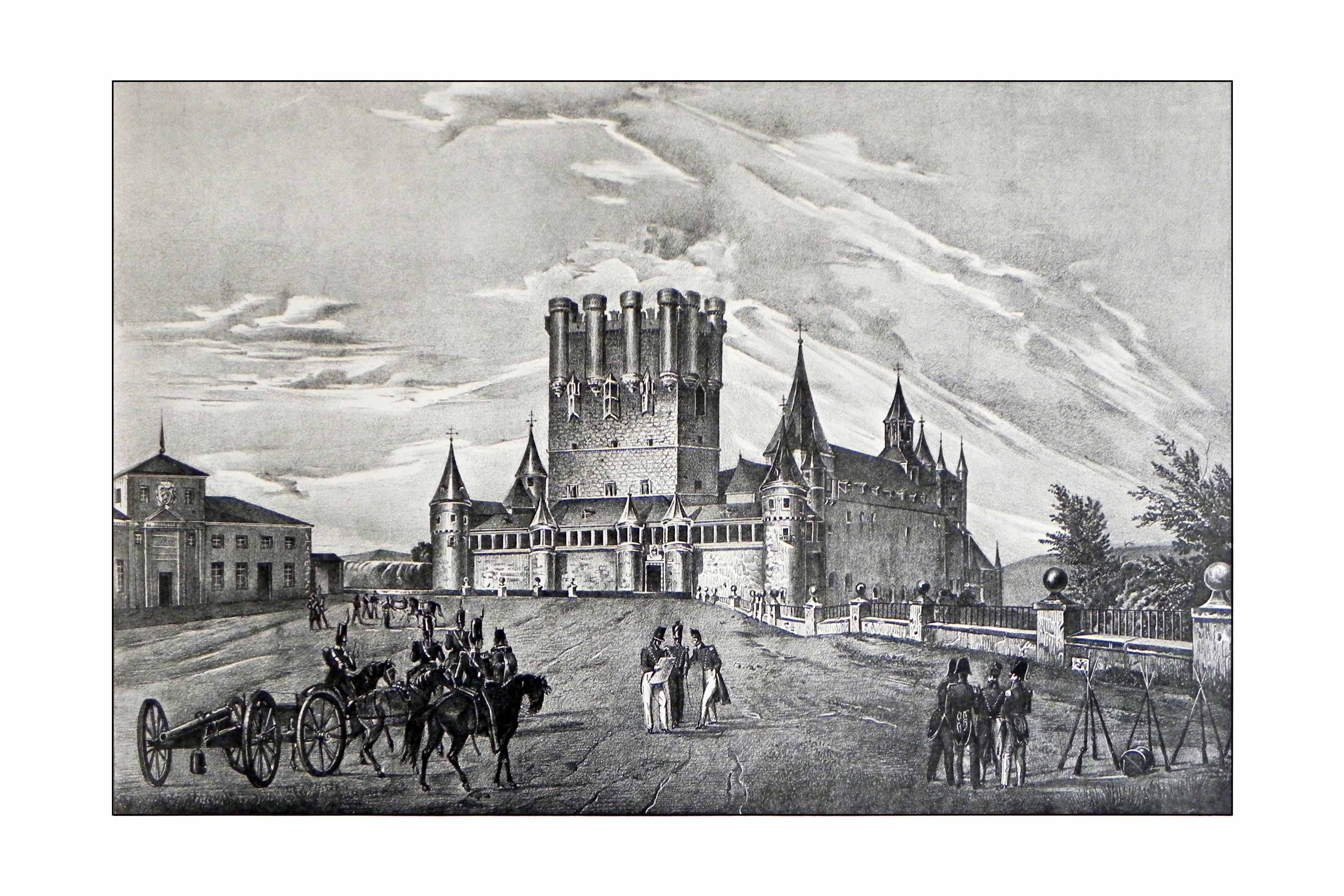
Alumnes del Reial Col·legi d'Artilleria a l'Alcàsser de Segòvia.

Com a Centre de l'Arma, l'ACART és responsable també de dur a terme la labor investigadora relacionada amb l'Arma d'Artilleria. La seva missió és proporcionar als alumnes i a les unitats artilleres els mitjans de simulació necessaris per millorar la preparació i donar suport a la instrucció i l'ensinistrament.
A més, l'Inspector de l'Arma (director de l'Acadèmia) participa en la Comissió Institucional de l'Exèrcit de Terra, i convoca i presideix el Consell de Redacció del Memorial d'Artilleria.

## Història

### Antecedents
L'existència de l'actual Acadèmia d'Artilleria és el resultat d'un llarg i gelós procés dels artillers per millorar i actualitzar el seu ensenyament, a través d'un període que abasta des de l'aparició de les primeres bombardes fins a l'actualitat. Els coneixements superior que els artillers havien de tenir del seu ofici, van fer que ja al segle xvi es necessités saber tot allò escrit sobre l'arma per a establir plaça d'artiller. Els capitans de les companyies, eren els encarregats d'examinar i aprovar els «artillers extraordinaris», contractats per tres mesos a prova, podent ser llicenciats si suspenien l'examen o en cas de superar-ho, continuar el seu servei actiu com «artillers ordinaris».
Les Escoles de Burgos, fundada per Felip II el 1542, de Sevilla, Milà, Mallorca, Brussel·les, Cadis i Barcelona, foren antecedents llunyans del Real Col·legi. Més tard, cap al 1678 s'organitzà la de Sant Sebastià, quedant com a antecedents immediats les de Nàpols (1745), Barcelona i sobretot la de Cadis (1751).
Si bé la formació dels artillers pot considerar-se empírica en els seus inicis, a mesura que les boques de foc van anar evolucionar, els monarques van ser conscients de la necessitat de reglar la seva docència per nodrir als seus exèrcits reals d'oficials capacitats per al maneig d'aquestes armes. La complexitat que comporta el maneig del canó i els seus jocs d'armes així com dels seus servidors, va fer que amb els primers Borbons, els components del cos d'Artilleria se separessin de la resta de les altres armes, ja que en la carrera militar es podia passar d'una a una altra per mitjà d'ascensos successius. Era normal començar la carrera com a Capità d'Infanteria, continuant com a Capità de Cavalls, Sergent Major, Tinent de Mestre de Camp, Mestre de Camp, per aconseguir les majors ocupacions de General de l'Artilleria o de la Cavalleria.
Així doncs, va sorgir la necessitat de reunir en un sol lloc als futurs oficials de l'arma, amb la finalitat d'unificar els coneixements que havien d'obtenir per ser ascendits a l'ocupació de sotstinent, de l'Arma d'Artilleria. Al marge de les precedents escoles com les de Cadis i Barcelona, pot considerar-se que l'ensenyament de l'Arma donà el seu pas més transcendental i qualitatiu gràcies a la política il·lustrada de Carles III.

### Fundació
La inauguració el dia 16 de maig de 1764 del Real Col·legi d'Artilleria de Segòvia, sota la direcció del comte Felix Gazola i instal·lat a l'Alcàsser de Segòvia, volia cobrir aquesta necessitat, tan llarg temps sentida, de comptar amb un centre d'ensenyament d'alt nivell i ben dotat que recollís i transmetés els coneixements tècnics teòrico-pràctics de tota classe, fonamentals per a l'adequada preparació dels futurs oficials del recentment creat Cos d'Artilleria.
El lloc triat era també adequat per la seva proximitat al Real Sitio de la Granja i L'Escorial, així com amb la Vila i Cort de Madrid. Qualsevol problema que pogués sorgir en l'engegada del Col·legi podia ser resolt amb relativa rapidesa, directament amb el Rei, o amb els seus col·laboradors més propers.
No hi havia traves per a contractar els millors professors civils o per destinar els militars millor preparats, ni existin inconvenients de cap tipus per a portar els mitjans més moderns i eficaços, amb la finalitat d'aconseguir que els oficials que cursin aquí els seus estudis, es trobin perfectament preparats tant professional com humanament, per la qual cosa l'elecció dels uns i els altres s'escollia de forma minuciosa.
Els seixanta primers alumnes que hi van ingressar (així com els que els van precedir), l'edat dels quals d'ingrés oscil·lava entre els 12 i 15 anys no complerts (xifra que seria variable en el temps), van ser instruïts per ser promoguts a l'ocupació de sotstinents, sempre que haguessin complert almenys els 18 anys. Per al seu ingrés, havien d'acreditar el corresponent certificat de noblesa.
Matemàtiques, càlcul diferencial, geometria, trigonometria, física, química, estudis d'artilleria i fortificació, laboratori, biblioteca científic-militar, «que no faltessin llibres ni diners per comprar-los» va assenyalar el comte Felice Gazzola, producció editorial pròpia de llibres per a l'ensenyament, traducció d'obres científiques i per descomptat recerca empírica aplicada, van ser algunes de les matèries i activitats que van distingir a un Col·legi protegit per la Corona i ho van convertir al centre d'ensenyament de més entitat en l'Espanya de l'últim terç del xviii, corresponent i al nivell de prestigioses institucions científiques internacionals amb les quals es relacionava.
Institució privilegiada i elitista, de rígides normes docents, exigent pla d'estudis i dura vida escolar, el Real Col·legi va crear un tipus nou d'oficial, culte i il·lustrat, que anava a donar caràcter singular al Cos d'Artilleria dins de l'Exèrcit i tant en l'aplicació dels seus coneixements al servei de les unitats, com en la ja coneguda faceta d'adreça de Reials Fàbriques i per descomptat en l'ensenyament.
A partir de llavors els oficials d'Artilleria van intervenir com a autèntics enginyers de carrera en el procés de projecte i disseny, calculo previ i fabricació de canons, curenyes, municions i pólvores, armes blanques i de foc i també en fortificacions, ponts i mines, activitats aquestes després assumides pel Cos d'Enginyers, aglutinant en la pràctica els sabers científics abans dispersos i contribuint a impulsar la necessària renovació tecnològica en els nostres establiments fabrils.
Naturalment, en aquest segle van ser nombrosíssims els tractadistes espanyols que van escriure sobre qüestions relacionades amb l'artilleria, entre els quals és obligat citar Vicente Gutiérrez de los Ríos, amb una prolífica producció tant de tàctica artillera com de recerca humanística i sobretot Tomás de Morla y Pacheco, autor del cèlebre Tractat d'Artilleria per a ús de l'Acadèmia d'Artilleria de Cavallers Cadets (1785), impressionant i minuciosa obra que evidencia l'alt nivell tècnic aconseguit a la fi del xviii, en plena Il·lustració, pel Cos d'Artilleria.

### Louis Proust al Reial Col·legi
Llei de les proporcions definides

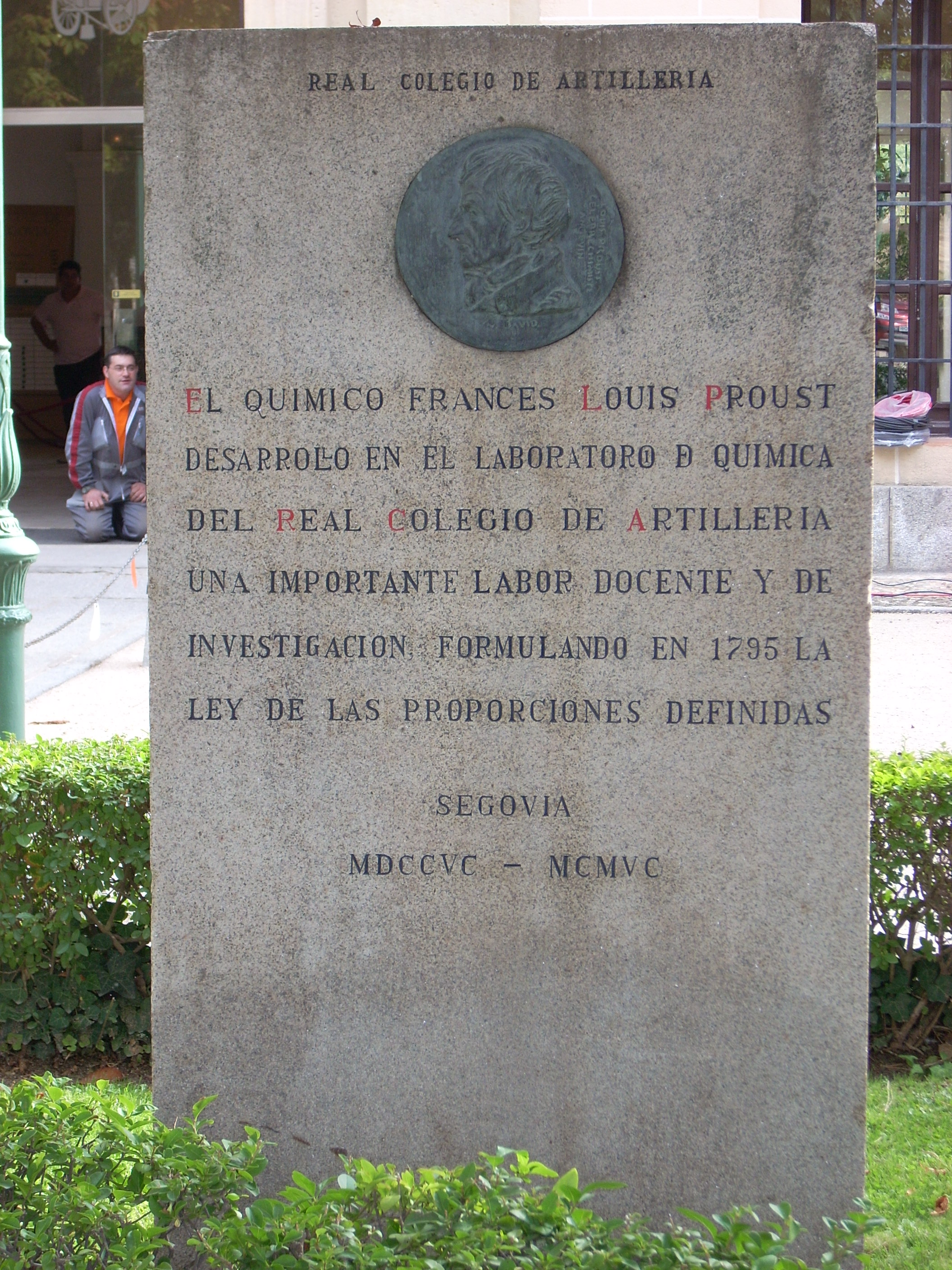
Monument el'entrada del Reial Col·legi d'Artilleria de Segòvia.

Entre altres activitats desenvolupades pel Real Col·legi, cal afegir els Estudis Sublims, impartits a sotstinents i persones civils que ho desitgessin, que es van materialitzar amb la inauguració en 1792 del laboratori de Química en la Placeta de l'Alcázar, per dur a terme un curs de Química i Metal·lúrgia.
Destacar l'adreça del mateix a càrrec de l'il·lustre professor Louis Proust, descobridor de la Llei de les proporcions definides. Aquest va ser un concepte revolucionari entre la comunitat científica. Els adversaris de Proust creien que els compostos podien combinar-se en qualsevol quantitat. No va ser fins que John Dalton va donar a conèixer la teoria atòmica, que indica que tots els compostos estan formats per àtoms, quan se li va donar credibilitat a les afirmacions de Proust.
La llei de les proporcions definides de Proust, juntament amb la de la conservació de la massa del seu amic Antoine Lavoisier i la de les proporcions múltiples de John Dalton són la base de la química quantitativa.
Primer vol amb finalitats militars de la història
El novembre del 1792 culminaren amb èxit una sèrie de proves realitzades prèviament a Segòvia, amb una demostració davant el rei Carles IV d'Espanya del vol d'un globus aerostàtic amb la finalitat d'obtenir informació relativa a les defenses d'una plaça o al dispositiu d'atac a una plaça assetjada. En aquesta demostració van participar els capitans Pedro Fuertes, Manuel Gutiérrez i César González, els cadets Gesualdo Sahajosa i Pascual Gayangos i un grup d'artillers, tots ells dirigits per Louis Proust; i constitueix l'antecedent més antic del que, gairebé un segle més tard, seria el Servei de Aerostación de l'Exèrcit.
D'això dona fe la carta del Comte d'Aranda, aleshores secretari interí de la guerra, dirigida al comandant del Departament d'Artilleria de Segòvia, D. José Pedraza, informant-li de l'èxit obtingut en el primer vol de prova realitzat a El Escorial, en presència del rei.
No obstant això, els assajos realitzats al Real Col·legi d'Artilleria de Segòvia i després davant el Rei, foren els primers realitzats al Món en l'aspecte militar, i de fet van suposar el naixement de l'Aerostació Militar, que no es va veure concretat fins a 92 anys més tard amb la creació del Servei Militar d'Aerostació, afecte a la IV Companyia del Batalló de Telègrafs d'Enginyers.

### Guerra de la Independència Espanyola
Amb l'aixecament del 2 de maig de 1808, liderat pels capitans d'artilleria Luis Daoíz i Pedro Velarde, antics Alumnes del Real Col·legi d'Artilleria de Segòvia, s'inicia la Guerra del Francès enfront de les tropes imperials de Napoleó Bonaparte. Davant la proximitat a la ciutat d'una divisió francesa, la Junta d'Armament i Defensa de la ciutat va disposar que els caps i oficials s'incorporessin a l'Exèrcit Nacional i que els cadets quedessin en el Col·legi, al comandament de l'ajudant de guàrdia del corresponent dia (6 de juny), el capità Velarde germà de l'heroi de Monteleón. Davant la superioritat de les unitats franceses, els quaranta alumnes que van quedar en l'Alcázar van capitular, i el recinte fou ocupat per 350 francesos i cinc peces d'artilleria.

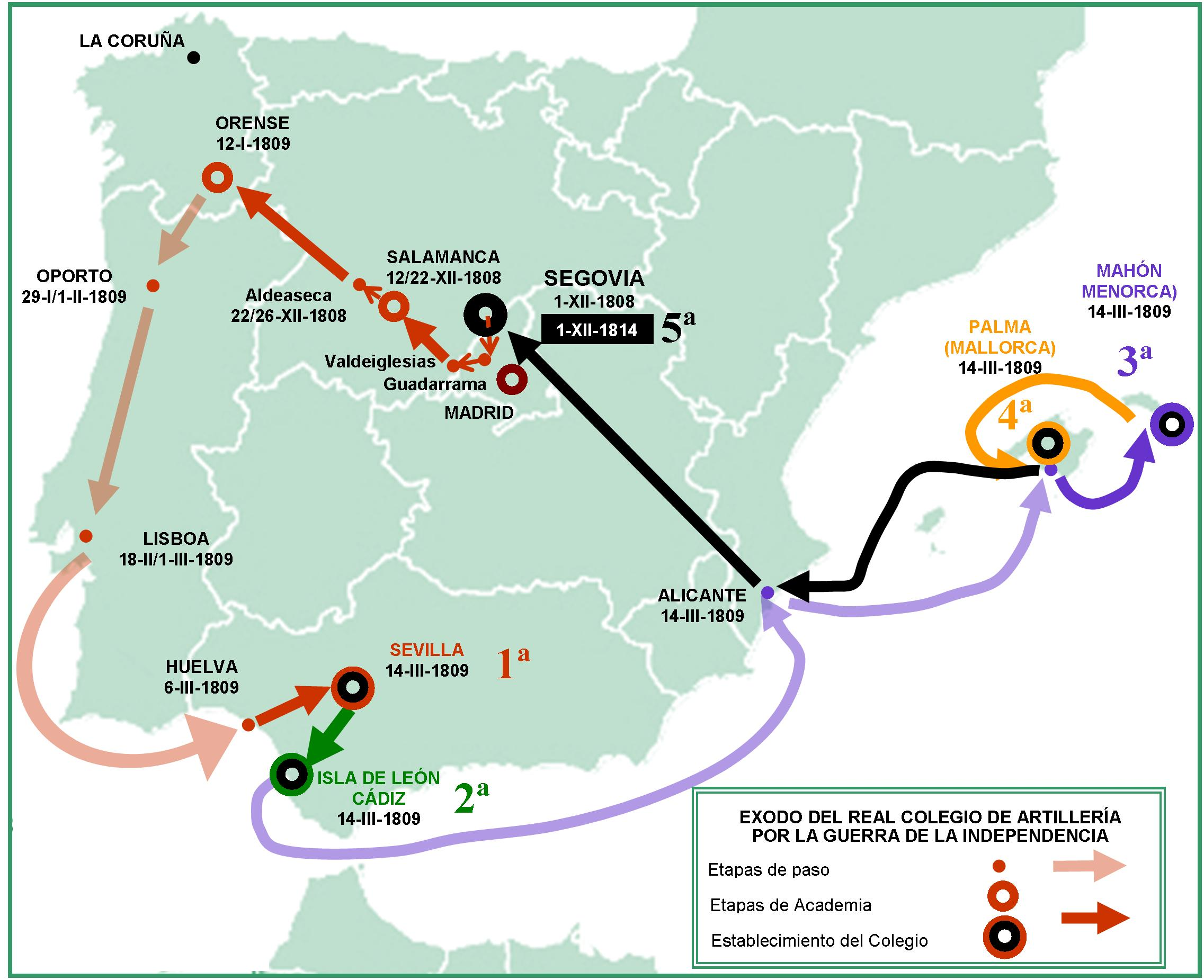
Èxode del Reial Col·legi d'Artilleria de Segòvia en la Guerra del Francès

La victòria de la batalla de Bailén enfront de les tropes imperials del General Dupont, que va suposar el retorn de comandaments i professors al Col·legi, es va traduir en l'arribada de Napoleó a Espanya i una nova amenaça de les tropes enemigues a la ciutat, davant la qual cosa es va fer necessari evacuar l'Alcàsser, iniciant-se el dia 1 de desembre. La marxa tindria una durada de més de tres mesos i una absència de Segòvia superior als cinc anys. La peregrinació va començar amb l'arribada a Salamanca, on no van poder reprendre's les classes davant una nova amenaça francesa. Amb l'arribada de l'expedició a Ourense es va decidir continuar viatge cap a Sevilla, ja que La Corunya havia caigut en mans franceses. La travessia es va realitzar via Porto-Lisboa, embarcant-se en aquesta última amb rumb a Huelva i des d'aquí a Sevilla, on es van iniciar les classes al març de 1809. Malgrat el penós viatge de tres mesos i mig de durada, tan sols va caldre lamentar la defunció d'un cadet a Ourense, víctima d'unes febres.
De nou, davant la proximitat de l'enemic a Sevilla, va haver de dissoldre's el Col·legi, decretant el Consell de la Regència al març de 1810 que es restablís a Menorca per trobar-se més protegida. Mentre es condicionaven les instal·lacions del local triat a aquest efecte en la caserna de Calacorp, situat a Es Castell (Maó), es van reprendre les classes en una de les casernes d'Artilleria de Cadis, amb alguns professors i 26 cadets. A l'octubre del mateix any, es van embarcar els components del restablit Col·legi amb direcció a Maó i després de les escales d'Alacant i Palma, el gener de 1811 van quedar instal·lats en la seva nova destinació.
Però la seva estada no anava a ser duradora, ja que per decisió del Consell de Regència es va disposar el seu trasllat a Palma, on professors i alumnes van fer la seva aparició en el mes de novembre de l1812. Les penúries materials i econòmiques, pròpies de l'estat de guerra, van anar en part esmenades gràcies a l'arribada de part dels llibres de la biblioteca del Col·legi de Segòvia i alguns instruments rescatats del museu d'Artilleria de Madrid –on havien estat dipositats pels francesos-.

### Alseglexix
Finalitzada la guerra, es va disposar per Real Ordre el retorn del Col·legi a la ciutat d'origen. Es va dur a terme mitjançant una escala a Alacant, donant començament les classes en l'Alcàsser el desembre de 1814. L'estat de les instal·lacions era penós pel fet d'haver estat un dipòsit de presoners dirigit pels francesos, no obstant això, després de diversos mesos de restauració es van finalitzar les oportunes millores.
Tot semblava indicar que l'estabilitat del Col·legi s'havia aconseguit, no obstant això, un altre esdeveniment vindria a pertorbar la seva estada a Segòvia. A conseqüència de la invasió dels Cent Mil Fills de Sant Lluís (1823) i l'aproximació a la ciutat de la divisió del general Bessieres, amb l'ànim d'apoderar-se de l'Alcázar, professors i alumnes van haver d'emprendre precipitadament la marxa a peu amb destinació a Badajoz, on van quedar allotjats en estat penós fins a la Real Ordre d'octubre del mateix any, que va disposar el retorn dels cadets a les seves cases i l'extinció del Col·legi, fet que va esdevenir en el mes de novembre.
Per Reial Ordre de 1824, es va aprovar el Reglament per al Col·legi General Militar, on es cursarien les carreres d'Infanteria, Cavalleria, Artilleria i Enginyers. Com a ubicació es va triar l'Alcàsser de Segòvia, iniciant la seva obertura al juny de 1825. D'altra banda, el Col·legi d'Artilleria com a tal, va ser restablit als edificis del Col·legi de San Ciríaco i Santa Paula d'Alcalá de Henares, juntament amb el Col·legi dels Manriques de la mateixa ciutat. Després d'importants reformes, les classes van donar començament el gener de 1830. En aquesta situació, es va aprovar com a dada curiosa l'únic Reglament del Real Col·legi d'Artilleria en el qual se cita que “els oficials de les companyies de Cavallers Cadets, viuran precisament dins del Col·legi i no podran ser casats, ni vidus amb fills”, si bé tal disposició ja es practicava des dels primers anys d'existència del Col·legi.
Tampoc va ser duradora la permanència del Col·legi d'Artilleria en aquestes instal·lacions, donada l'amenaça que planava sobre la ciutat de les forces carlistes. En conseqüència, en 1837 va sofrir un nou trasllat al Seminari de Nobles de Madrid i més tard a l'Alcàsser de Segòvia, que havia estat evacuat a l'agost de 1837 pel Col·legi General, davant la seva capitulació al general carlista Zariátegui.
En 1842, a conseqüència de l'Ordre del Consell de la Regència per la qual es feia obligatòria la preparació dels futurs oficials en el Col·legi General Militar, per després continuar-los, els que volguessin, en els cossos facultatius, va fer que canviés la denominació de Col·legi d'Artilleria per la d'Escola d'Aplicació, on continuarien els seus estudis els sotstinents alumnes fins a aconseguir l'ocupació de tinents. Mentre es produïa l'arribada dels nous alumnes procedents del Col·legi de Toledo, es va continuar la formació d'aquests en l'Alcàsser sota la denominació d'Escola Especial d'Artilleria, podent ser interns o externs.
Per considerar-se que l'ensenyament de l'Escola d'Aplicació seria més eficaç a Sevilla que a Segòvia, per l'existència en la primera de diverses fàbriques del Cos, va ser traslladada a la capital andalusa en 1855. Considerat novament l'inconvenient que suposava la separació de l'Escola d'Aplicació del Col·legi, es va decidir el seu retorn a Segòvia a la fi de 1856.

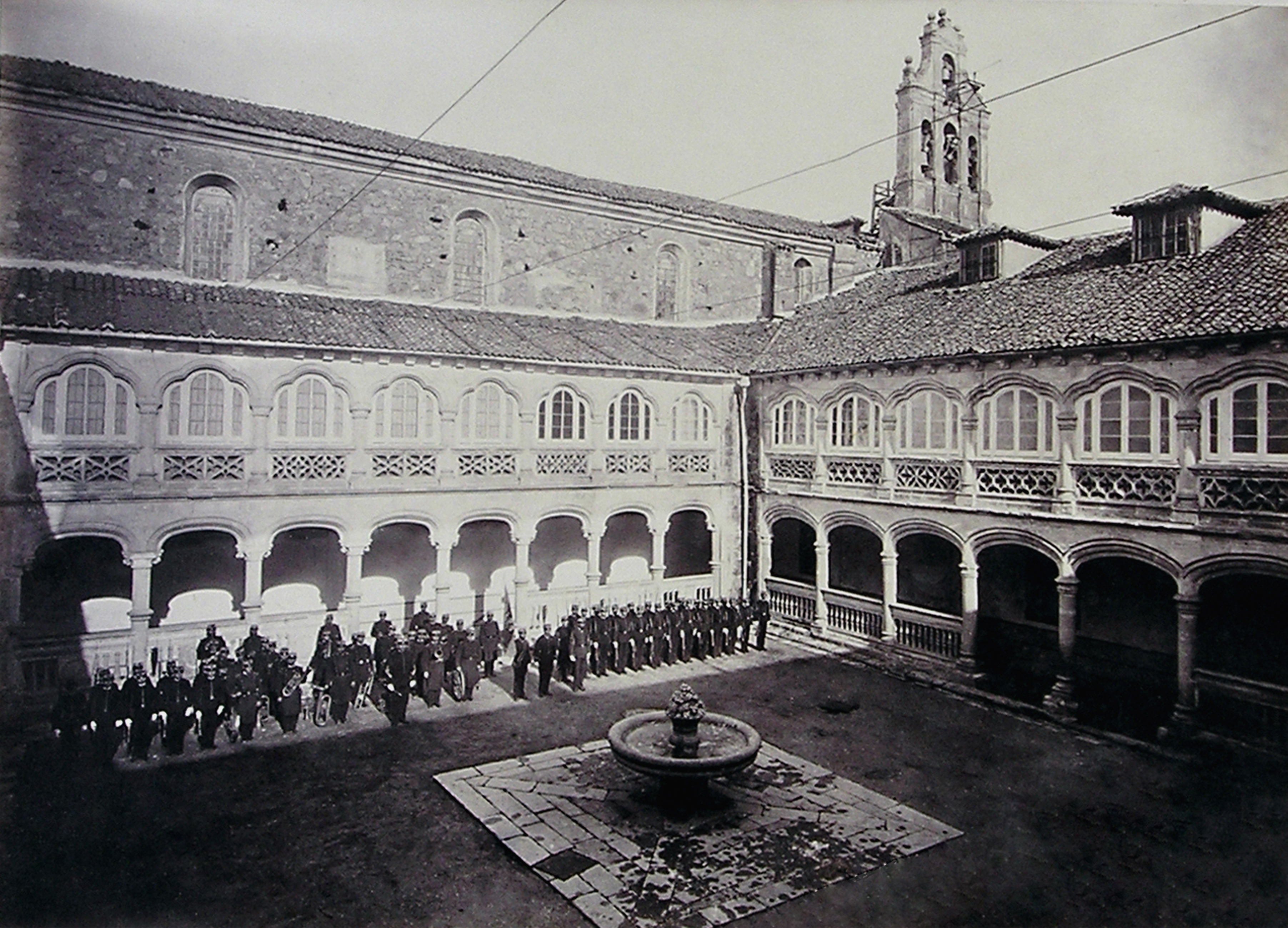
Acadèmia d'Artilleria. Pati d'Ordre del Convent de San Francisco, 1878. Al fons l'església de San Francisco on destaquen alguns dels seus grans finestrals, el rellotge de sol i la espadanya.

### L'incendi de l'Alcàsser i el trasllat al Convent de San Francisco
Sense notícies més destacables, el Col·legi d'Artilleria va continuar la seva labor fins al desgraciat incendi de l'Alcàsser el dia 6 de març de 1862. La pèrdua de l'emblemàtic monument en va obligar a l'abandó i al reallotjament dels cadets aquella mateixa nit a l'exconvent de San Francisco, utilitzat pels alumnes externs com a residència des del 1853.
En aquestes instal·lacions va continuar els seus quefers el Col·legi, que va sofrir el canvi de denominació a Acadèmia d'Artilleria el 1867, extingint-se el Col·legi d'Artilleria i l'Escola d'Amplicació. El febrer del 1873 es va reorganitzar el Cos d'Artilleria, dividint-ho en dues agrupacions, una amb el nom de Plana Major Facultativa i una altra integrada per les seccions armades del Cossos, ambdues amb les seves respectives escales independents. El Cos va acordar la separació del Servei, sol·licitant els seus caps i oficials (a excepció dels pertanyents l'Exèrcit d'Ultramar) la llicència absoluta. Els alféreces-alumnes van seguir el mateix exemple, sent dissolta l'Acadèmia però no les classes, que van continuar impartint-se de forma privada pels professors en l'Acadèmia Particular que es va instal·lar en un edifici de la placeta de Guevara (Segòvia), cedit gratuïtament pel comte dels Villares. Les despeses que s'ocasionaven van ser sufragats pels alumnes, si bé la Junta Central del dissolt Cos també va aportar fons per al seu manteniment. Aquesta situació va perdurar fins a setembre del mateix any, que el Govern de la República decideix reorganitzar el Cos d'Artilleria de la mateixa manera que estava abans de la seva dissolució.

### L'Acadèmia al segle XX
Els dies 5 i 6 de setembre de 1926 van ser excepcionals en la història de l'Acadèmia, en els quals va estar assetjada per les forces del Govern del general Miguel Primo de Rivera, perquè el professorat, secundat pels alumnes, no volia acatar el Reial decret de la Dictadura (9 de juny) de “ser obligatori l'acceptar les mercès que siguin concedides pel Govern”, ordre contrària i que anul·lava el compromís subscrit en 1891 per l'oficialitat del Cos de no ascendir per mèrits de guerra. En el crepuscle de l'endemà, l'Acadèmia es va lliurar al general governador militar de la plaça. El seu Coronel-Director José Marchesí Sagarra, va ser condemnat a mort, pena que se li va commutar per la de reclusió perpètua; els professors van ser també condemnats a penes de reclusió, i els alumnes van ser llicenciats.
El 20 de febrer del 1927, l'acadèmia va deixar de ser un centre de formació tècnica i industrial per a passar a ser solament una Acadèmia per a la formació de l'oficialitat d'Artilleria. El Pla d'Estudis que es va establir per a totes les Armes i Cos d'Intendència era de dos cursos en l'Acadèmia General Militar i tres en les especials, en les quals, en aprovar el tercer any de la carrera, era promoguts els alumnes a alferes.
El 6 de juliol del 1931, s'organitza l'Acadèmia Mixta d'Artilleria i Enginyers, i per decret de Presidència de Govern es van refondre les Acadèmies Especials de les Armes: les Acadèmies d'Infanteria, Cavalleria i Intendència, es van establir reunides en el que havia estat Acadèmia d'Infanteria a Toledo, mentre que les Armes facultatives, Artilleria i Enginyers, es van refondre en l'Acadèmia d'Artilleria de Segòvia. L'Acadèmia d'Artilleria i Enginyers va subsistir, nominalment, fins al dia 15 d'octubre del 1939.
Desencadenada la Guerra Civil, van haver de suspendre's les classes incorporant-se els professors i alumnes a les diferents unitats combatents, encara que gairebé un any després es va organitzar l'Escola d'Artilleria de Campanya. En finalitzar la contesa, es va establir l'Acadèmia d'Artilleria per a la transformació dels Oficials Provisionals i de Complement en Professionals, que després de la seva finalització en 1947, va passar de nou a denominar-se Acadèmia Especial d'Artilleria.
Acull l'ensenyament de formació de suboficials de l'Arma d'Artilleria a partir de l'1 de setembre de 1975. En aquest dia inicien el segon curs de la seva formació els components de la I Promoció de l'Escala Bàsica de Suboficials. Encara que aquest primer curs es va impartir en les instal·lacions d'Hoyo de Manzanares, va ser impartit i tutelat per l'Acadèmia d'Artilleria. A partir de la II Promoció, tots la promocions s'han format en les instal·lacions de l'Acadèmia.
El gener de 1997 es crea el Centre de l'Arma d'Artilleria. Per la fundació del Comandament d'Ensinistrament i Doctrina (MADOC), es creen les Prefectures adscrites del MADOC als Centres d'Ensenyament de l'Exèrcit. La unió de l'Acadèmia i aquestes Prefectures constitueixen el Centre de l'Arma d'Artilleria.
Es posa en funcionament el Simulador d'Artilleria de Campaña (SIMACA) novembre de 2001. L'edifici del Simulador d'Artilleria de Campanya, punter al món en aquesta tecnologia, s'inaugura per millorar la formació dels alumnes de l'Acadèmia i l'Ensinistrament de les Unitats d'Artilleria de Campaña. És el germen de l'actual Centre d'Ensinistrament i Simulació que, després d'afegir-se-li els més moderns simuladors d'Artilleria Antiaèria, acull a totes les unitats de l'artilleria espanyola, que passen per les seves instal·lacions al llarg de l'any per millorar el seu ensinistrament i instrucció.
Encara que ja prèviament en diferents períodes, l'Acadèmia d'artilleria havia exercit funcions de CIR durant les èpoques del Servei Militar Obligatori, al setembre de 2005 comença la seva marxa el Centre docent de Formació i Perfeccionament de Militars Professionals de l'Escala de Tropa (CFOR), que va nodrir durant cinc anys a les diferents unitats de l'Arma d'Artilleria repartides per tot Espanya. Així mateix els cursos d'actualització per a l'ascens a Caporal Primer de les Especialitats d'Artilleria Antiaèria i Artilleria de Campanya, són impartits a l'Acadèmia.

## Biblioteca, museu i instal·lacions

### Biblioteca de l'Acadèmia d'Artilleria
L'Acadèmia alberga en la seva Biblioteca un dels fons documentals científics i tècnics més rics de l'Estat. S'hi troba –solament tenint en compte la part científica i militar- tota la ciència europea dels S. xviii i xix i tota la tratadística artillera i de fortificació dels cinc últims segles.
La biblioteca compta amb al voltant de 50.000 volums entre els quals destaquen:
- Llibres dels segles xvi, xvii, xviii, xix i xx
- Manuscrits
- Publicacions periòdiques dels xviii, xix i xx
- Literatura grisa (textos lligats a l'ensenyament)
- Fotografies.
- Atles dels xvii i xviii

El perquè de l'existència d'aquests fons té a veure amb les circumstàncies històriques que envolten la formació del Col·legi d'Artilleria i la Il·lustració: l'Estat del S. XVIII tenia molt interès per promoure els estudis científics en les Acadèmies Militars per a la bona formació dels seus quadres, i la de Segòvia no va ser una excepció.

### Col·lecció de minerals, roques i fòssils
La Col·lecció de minerals, roques i fòssils de l'Acadèmia d'Artilleria de Segòvia és una de les més antigues documentades del Món.
El seu origen conegut es remunta almenys a l'any 1711, quan diverses de les peces formaven ja parteix del material de la botica que D. Luis Llorente va comprar a Madrid; el que la converteix en anterior al Real Gabinet d'Història Natural de Madrid (actual Museu Nacional de Ciències Naturals), al Natural History Branch of London del Museu Britànic, o al American Museum of Natural History de Nova York. Només poden igualar-li o superar-li en antiguitat, el Gabinet Amerbach (Basilea, Suïssa), i la col·lecció de minerals de Jamaica del Gabinet de Sir Hans Sloane (actualment integrat en el British Museum).
En realitat, la Col·lecció és la suma de diferents conjunts, que han anat integrant-se i agrupant-se en l'Acadèmia d'Artilleria al llarg dels últims 250 anys. Un primer lot de minerals va arribar amb la fundació del Col·legi d'Artilleria (1764), des dels antics col·legis de Cadis i Barcelona; al que es van sumar les aportacions dels primers professors, incloses les del mateix Louis Proust. L'any 1817 es va produir la compra del gruix de la Col·lecció principal, en adquirir el Col·legi el ram mineralógico del gabinet de Casimiro Gómez Ortega.
Moltes altres peces van anar rribant al llarg del segle xix i principis del segle xx, des de donacions del Real Gabinet que incloïen enviaments d'Amèrica (expedicions dels germans Heuland), fins a col·leccions per a ensenyament enviades per la Comissió del Mapa Geològic d'Espanya (actual IGME), passant per aportacions de artilleros i militars il·lustres, com Tomás de Morla y Pacheco, Alejandro Vicente Ezpeleza, Adolfo Carrasco, Francisco de Luxán, José Fernández Ladreda, etc.
Actualment la Col·lecció està totalment inventariada i catalogada, i té més de 3.400 exemplars, destacant no per la qualitat mineralógica i estètica de les seves peces (encara que existeixen diverses molt vistoses), sinó per la important informació històric-científica que atresoren. A través de l'etiquetatge de les peces es pot reconstruir l'evolució de les classificacions mineralógicas i petrológicas a Espanya al llarg dels últims dos segles; i a partir de l'escassa documentació que existeix sobre els moviments i trasllats de la Col·lecció, la pròpia història de l'Acadèmia d'Artilleria, els seus protagonistes, i per extensió de la història contemporània d'Espanya.

## Divises dels alumnes
| Espanya                          |                          |                              |                              |  |  |  |  |  |  |
| Cavaller Alferes Cadet (5è Curs) | Sergent Alumne (3r curs) | Cavaller/Dama Alumne 2n curs | Cavaller/Dama Alumne 1r curs |  |  |  |  |  |  |
|                                  |                          |                              |                              |  |  |  |  |  |  |

## Galeria d'imatges

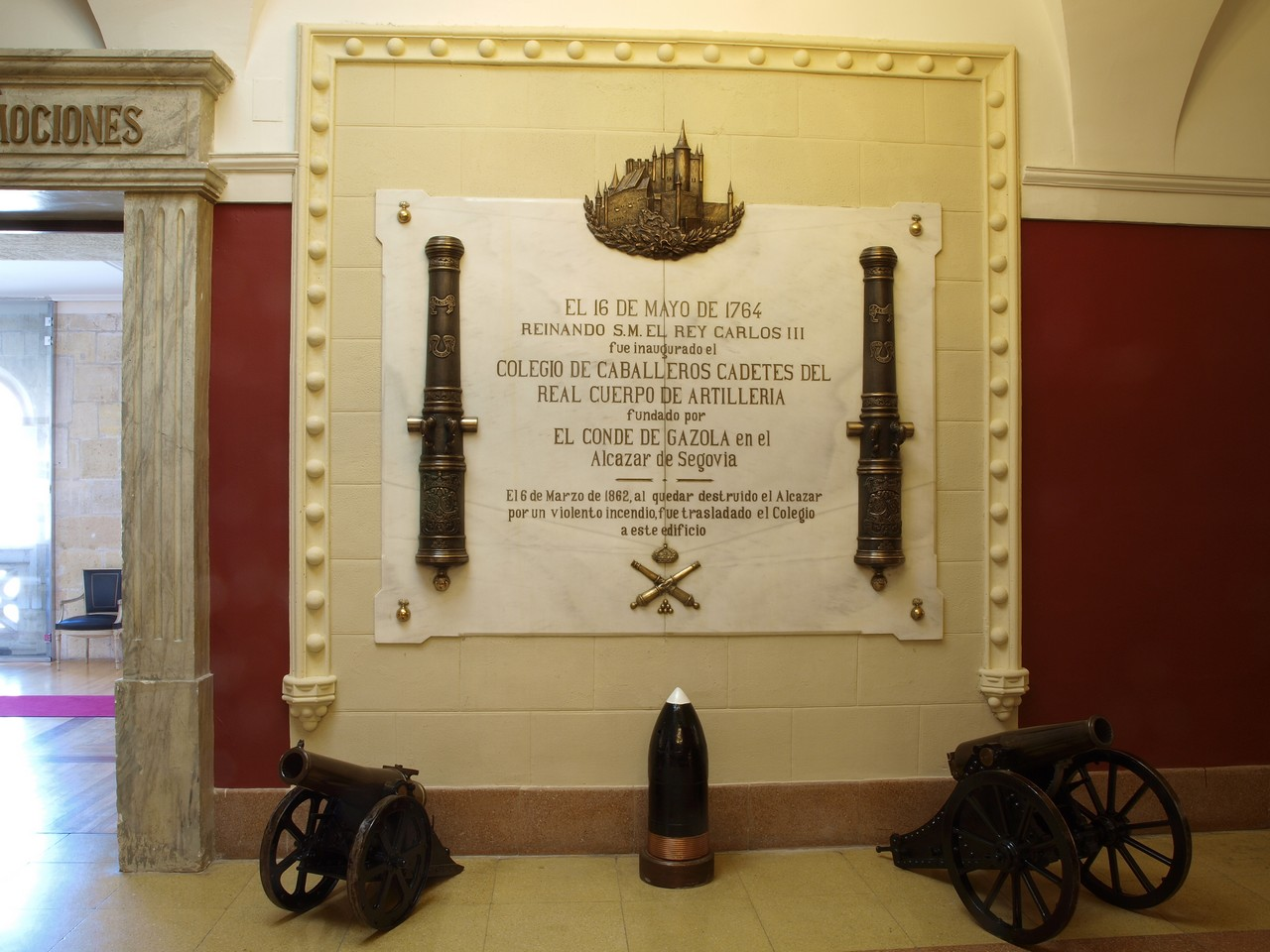
Placa commAcadèmia d'Artilleria
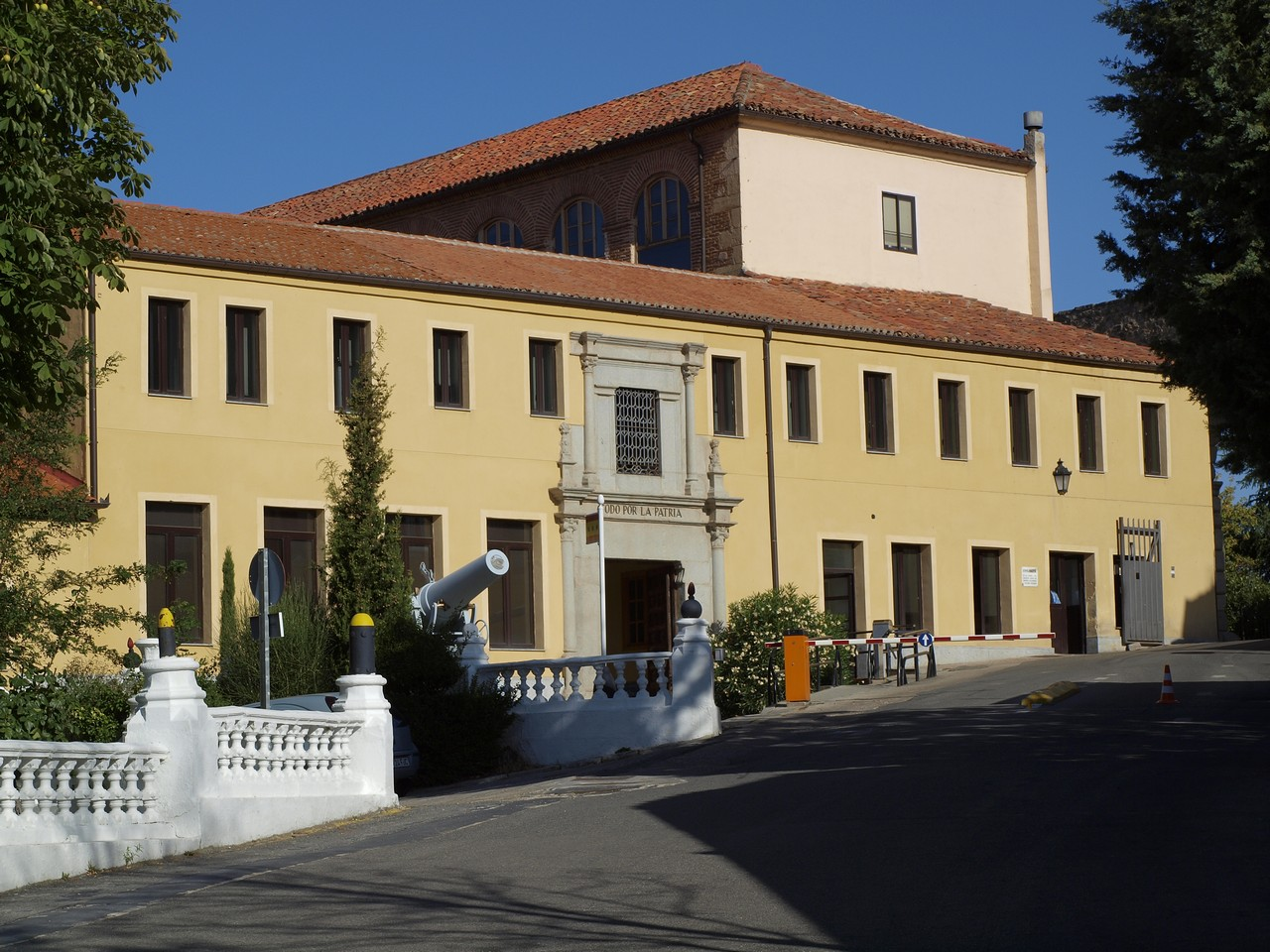
Acadèmia d'Artilleria
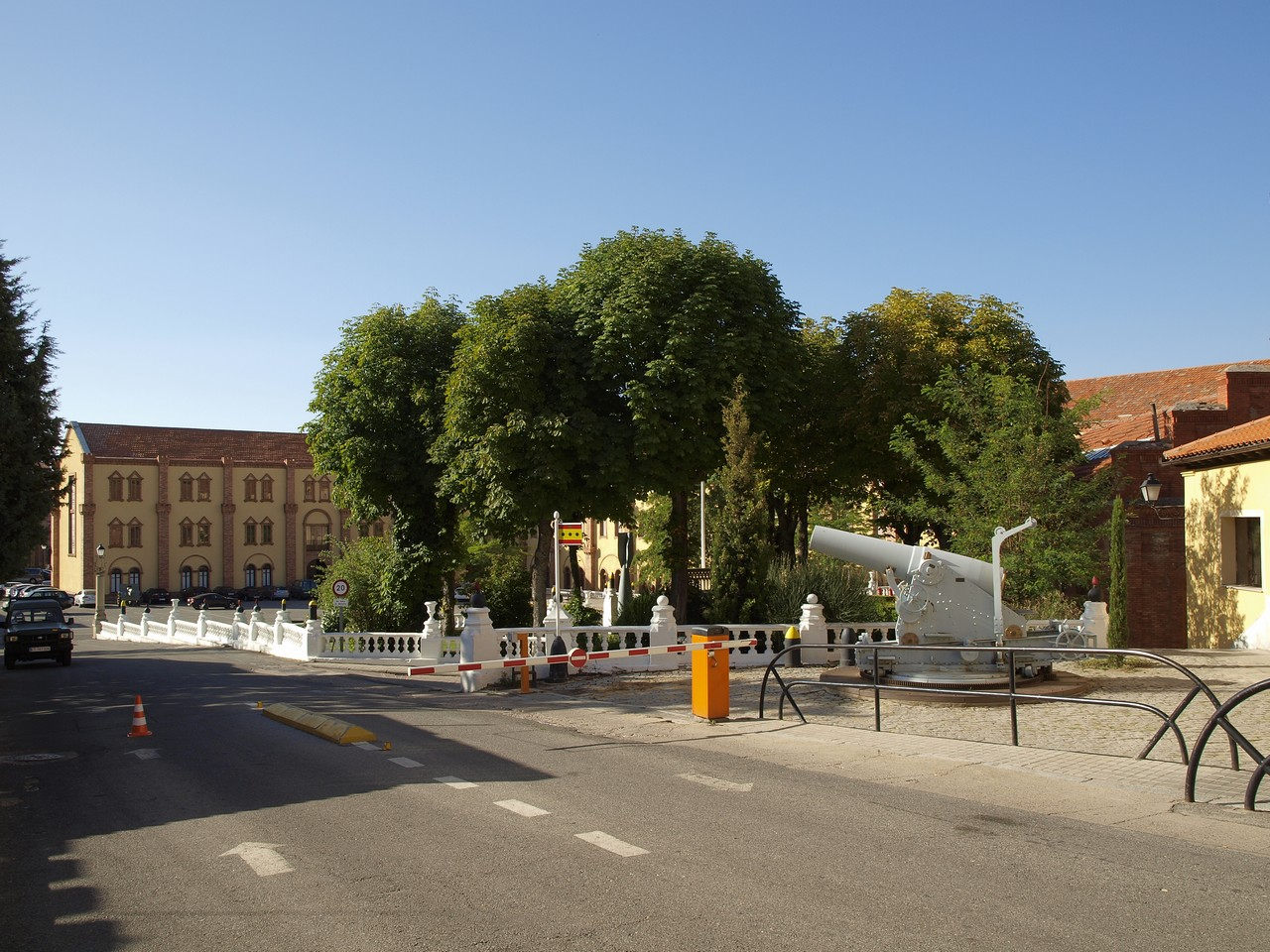
Acadèmia d'Artilleria
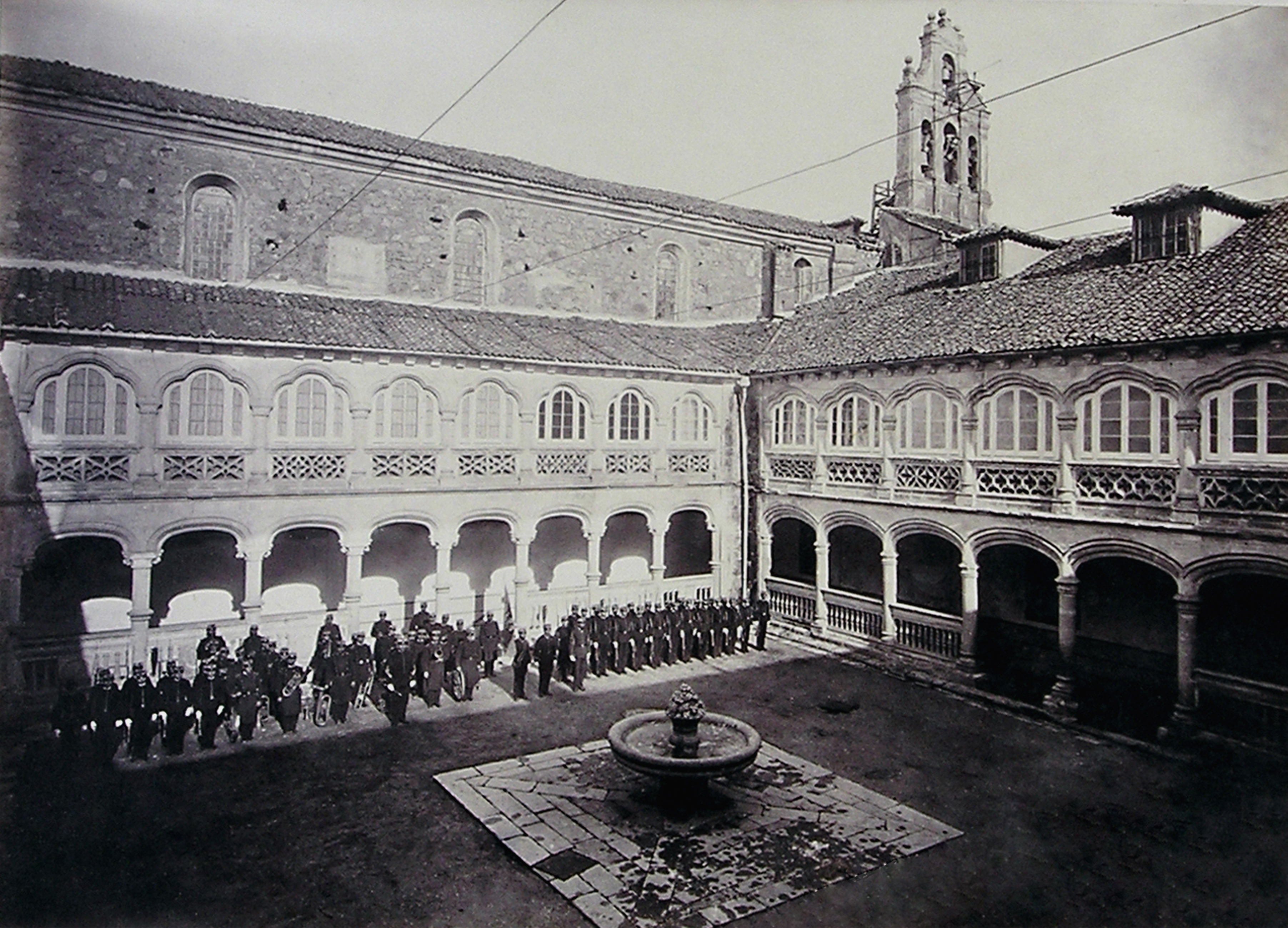
Pati d'Orde a finals del segle XIX
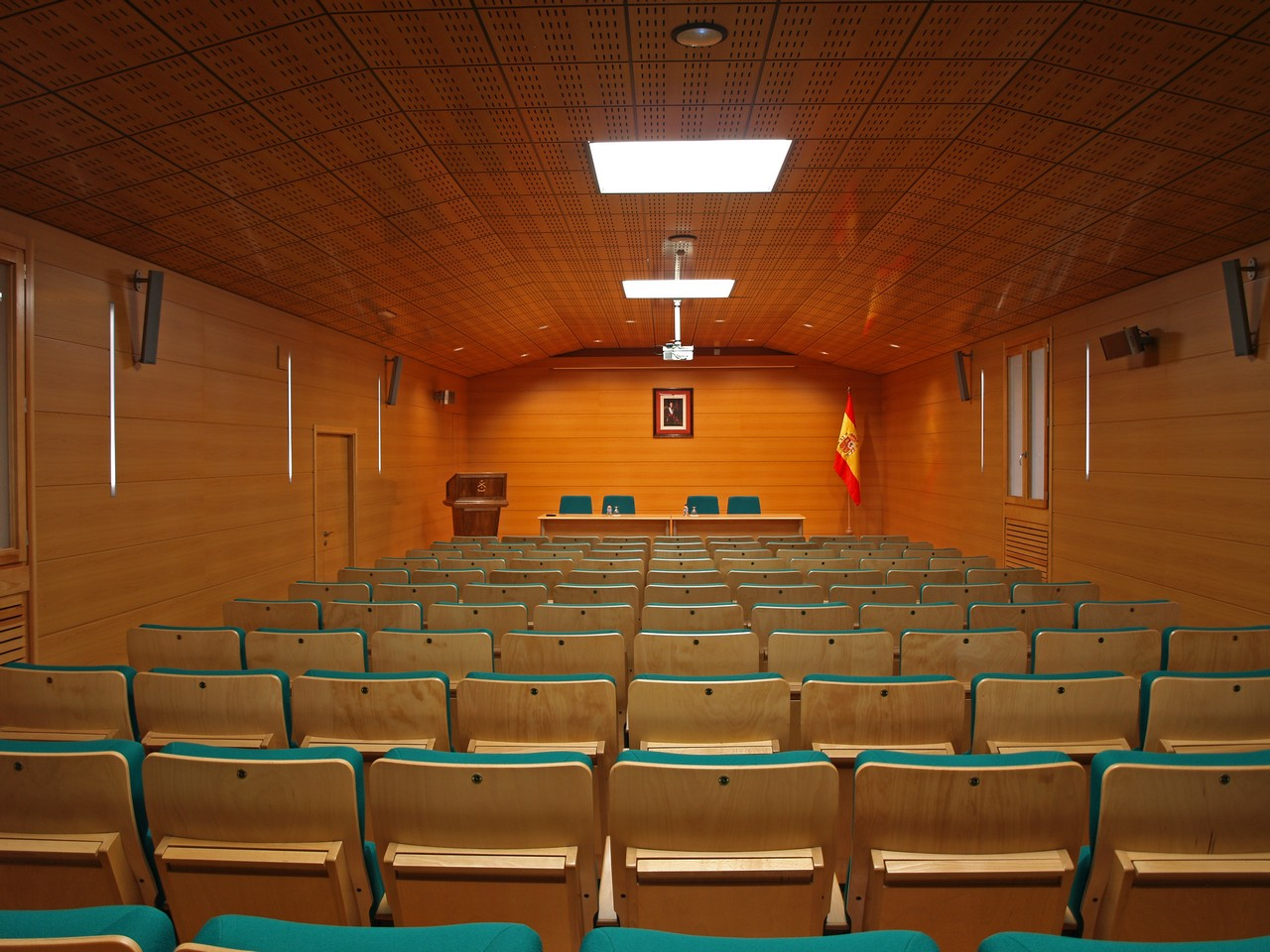
Aula Loygorri
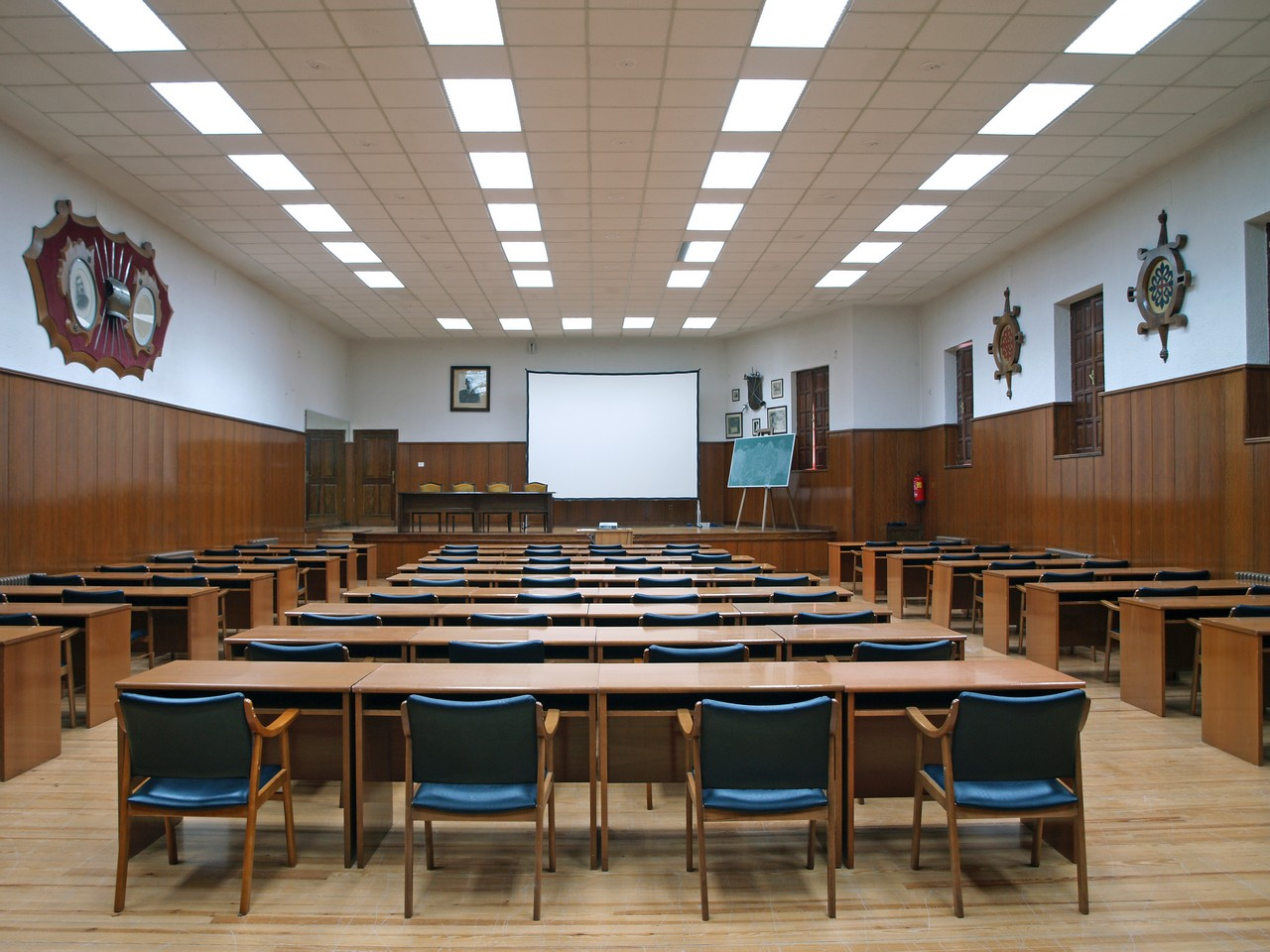
Aula de l'acadèmia
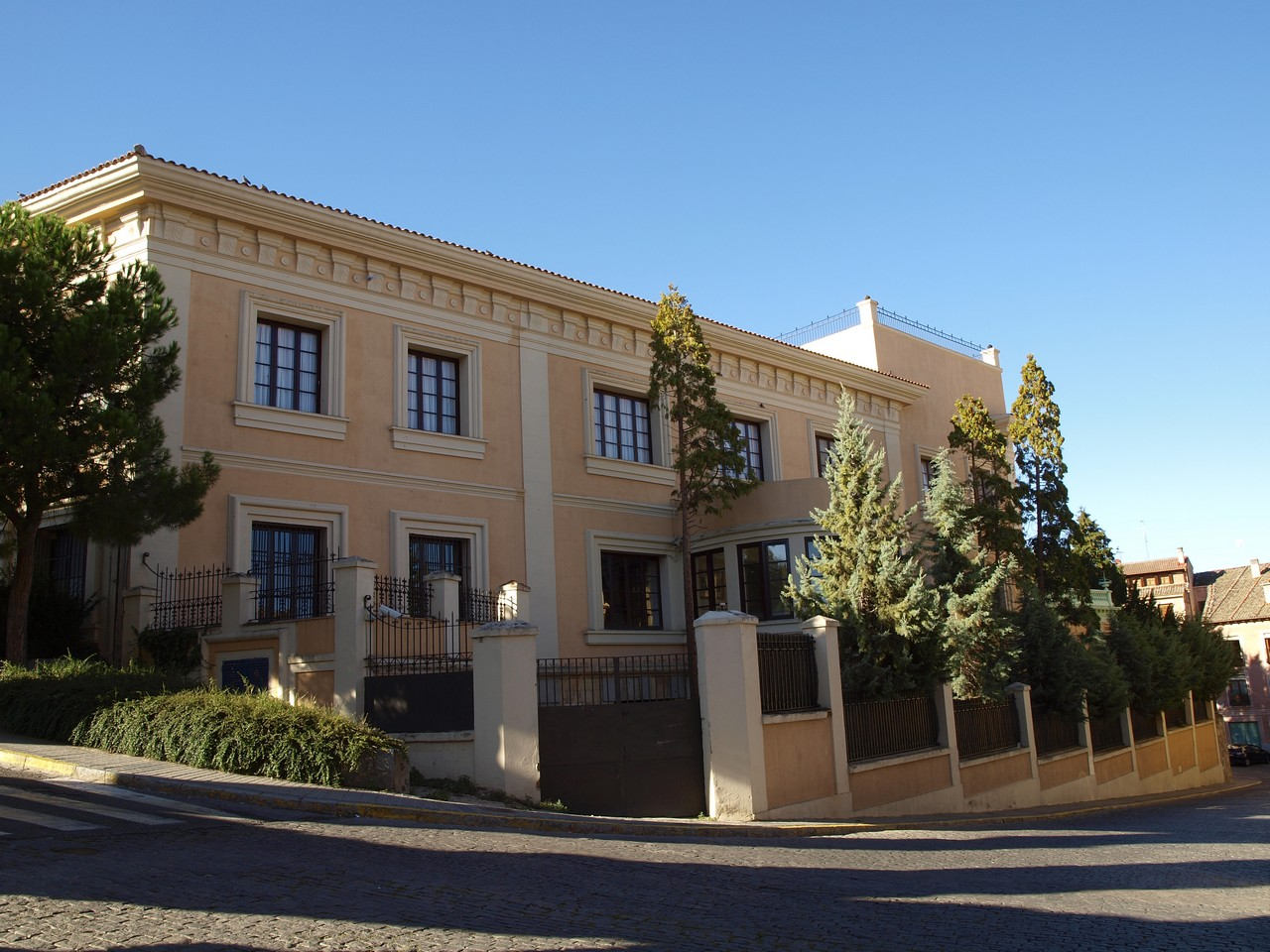
Acadèmia d'artilleria
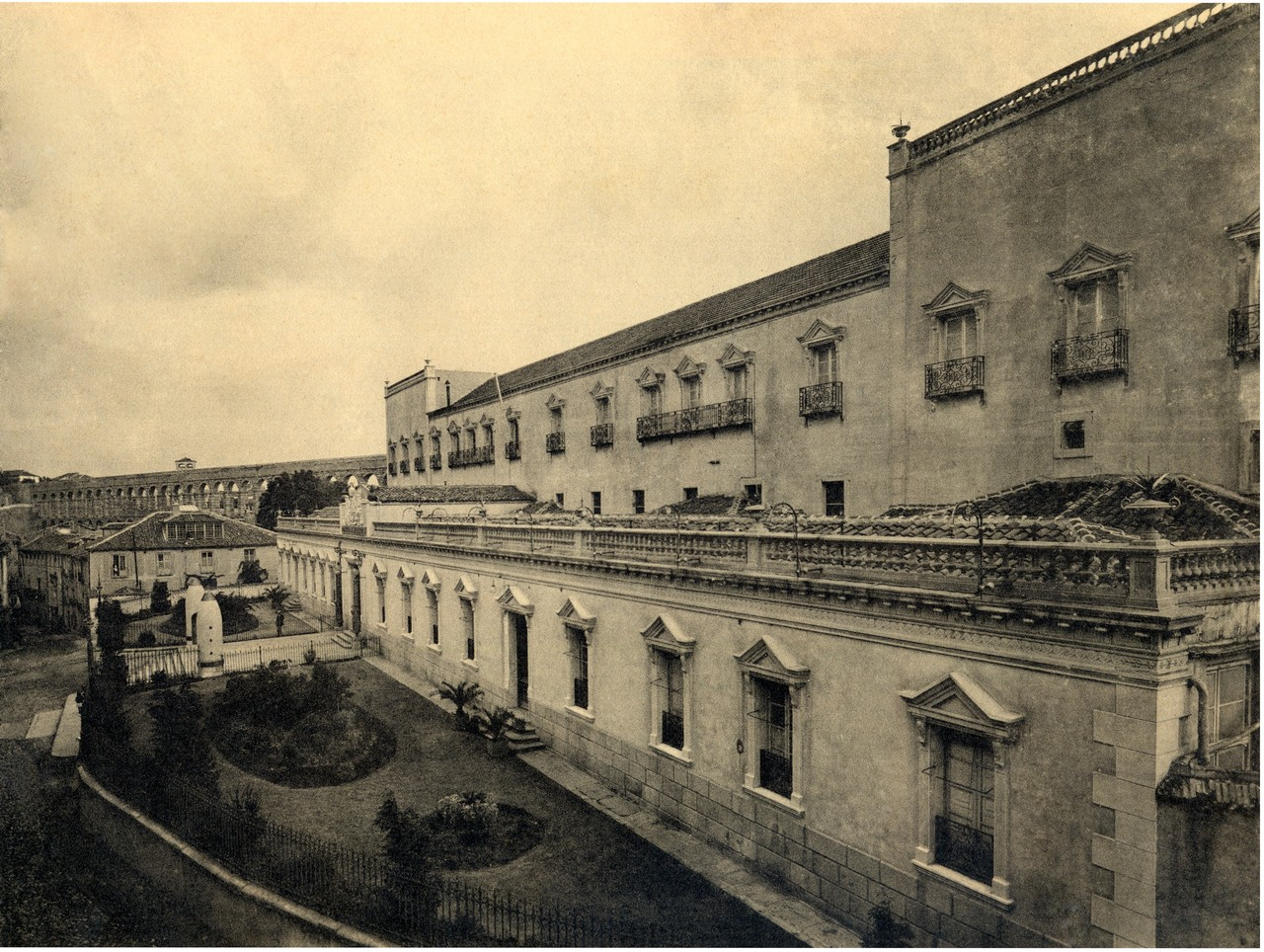
Façana a finals del segle XIX
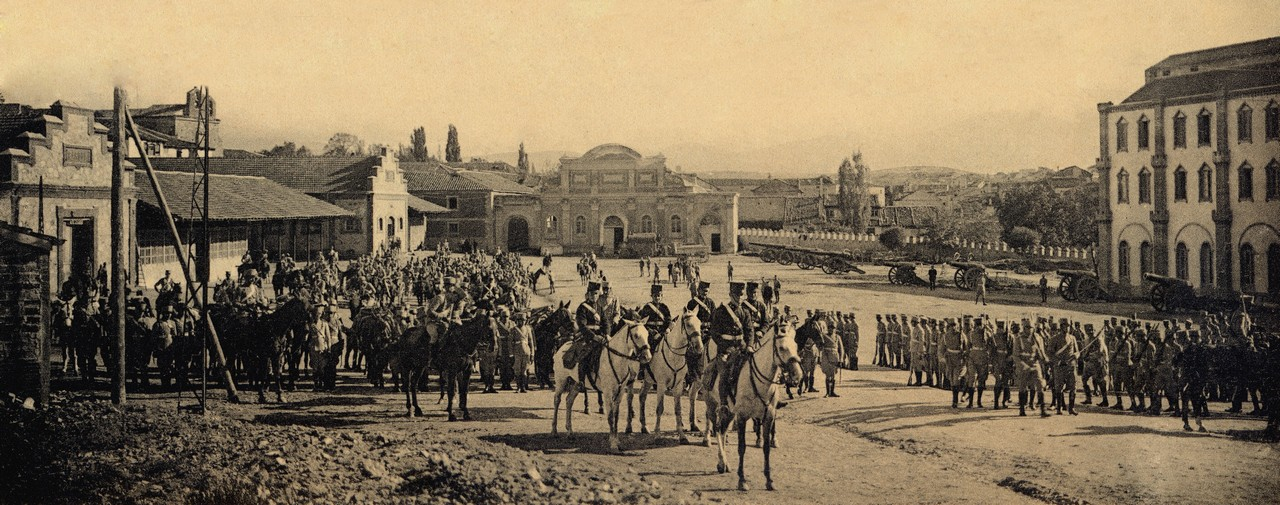
L'acadèmia a finals del segle XIX
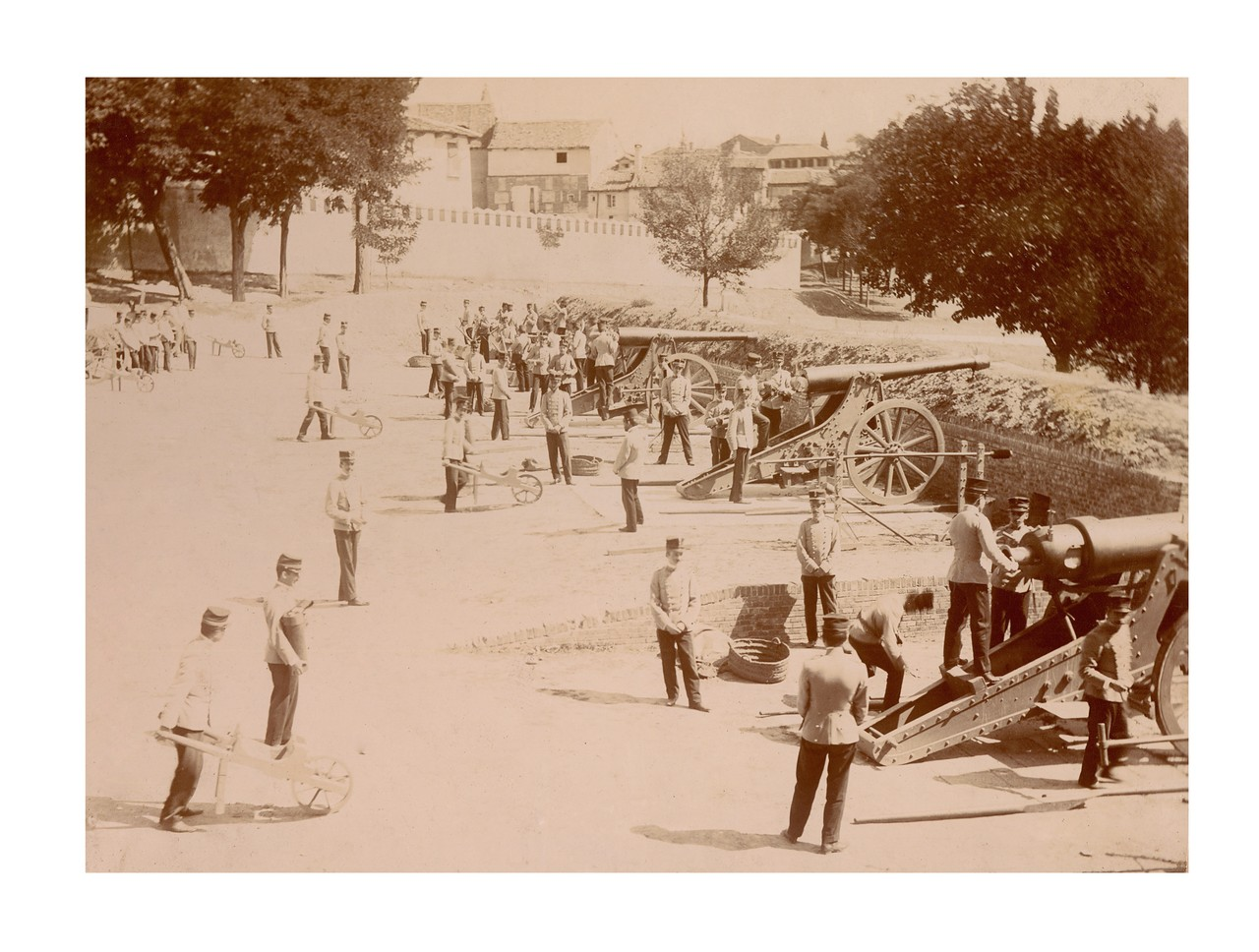
L'acadèmia a finals del segle XIX
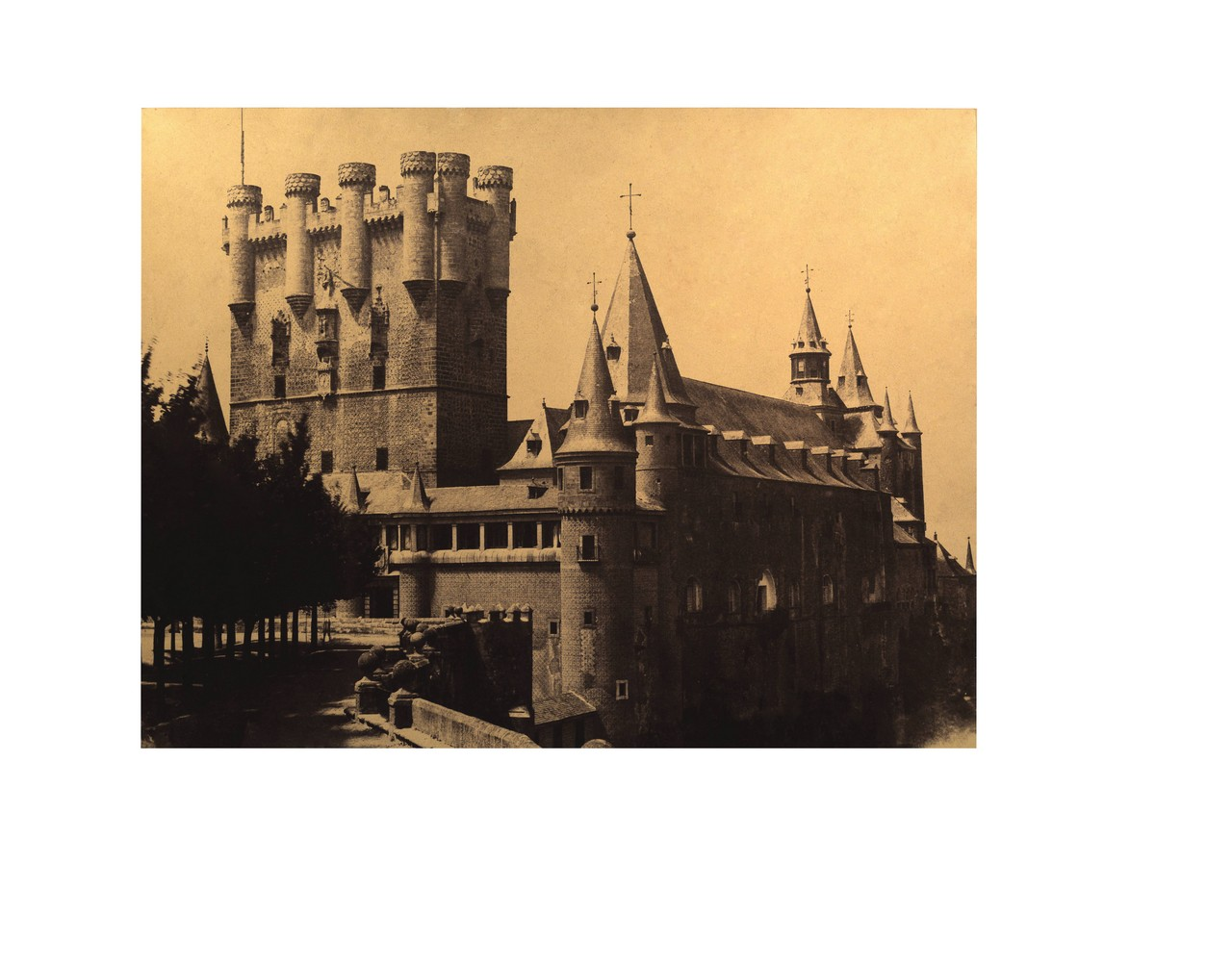
Alcàsser de Segòvia abans de l'incendi
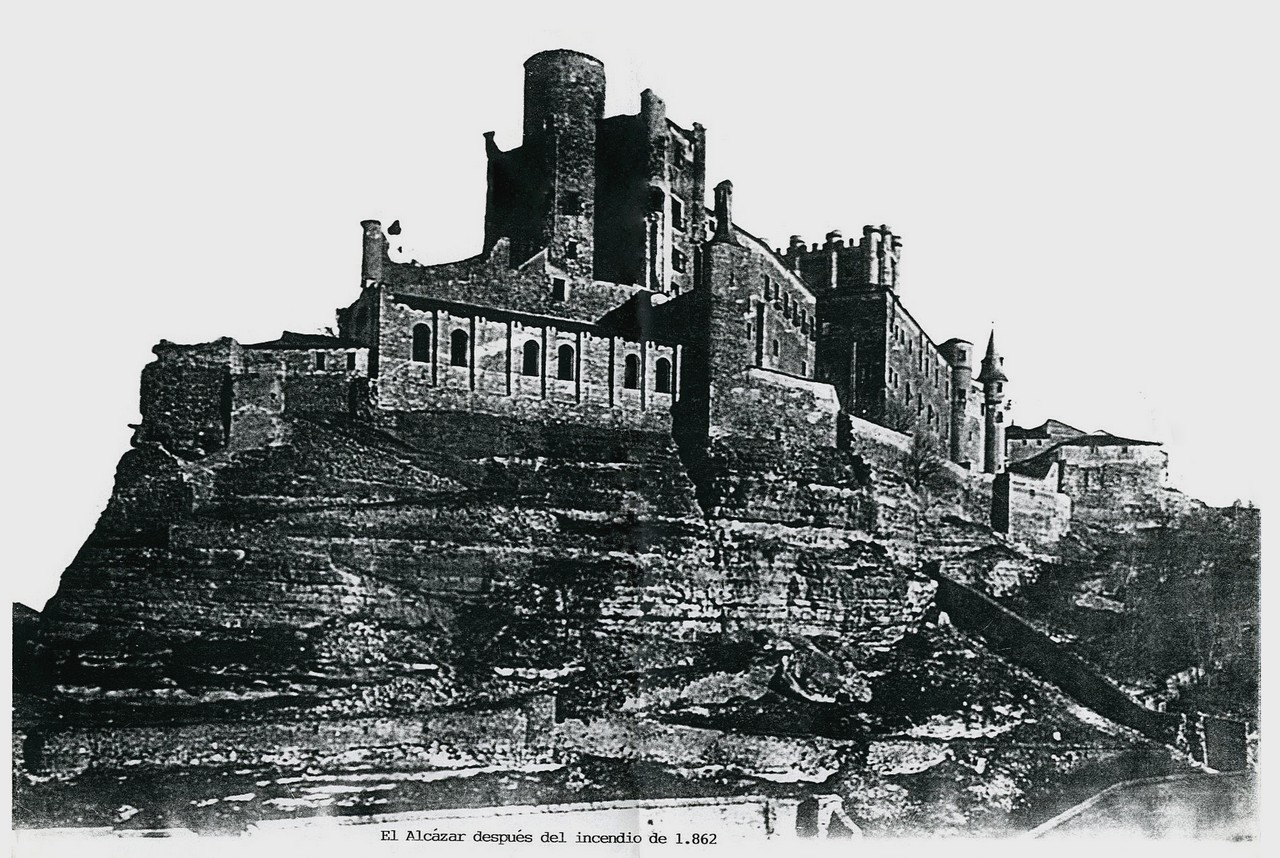
Alcàsser de Segòvia després de l'incendi
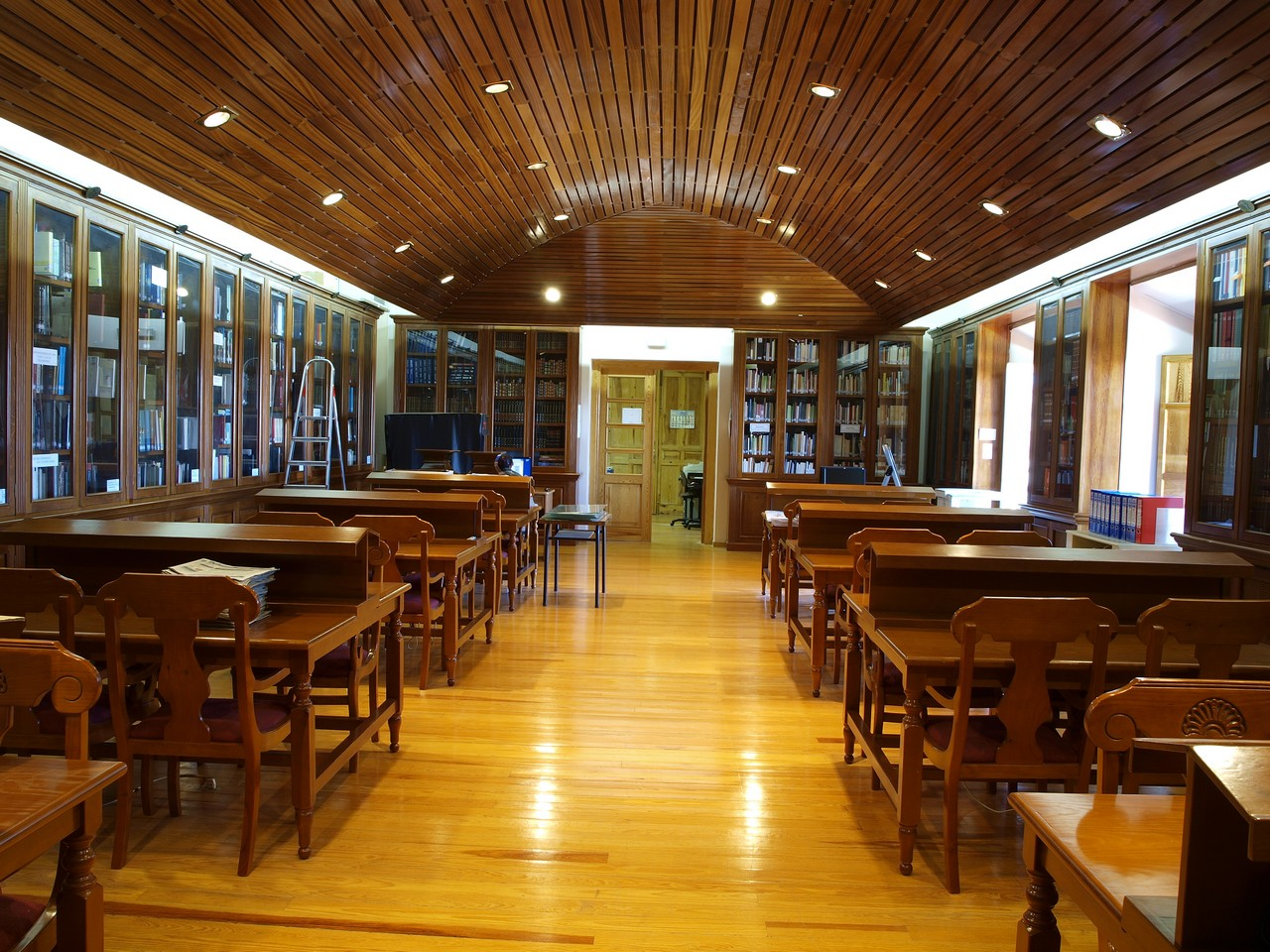
Biblioteca
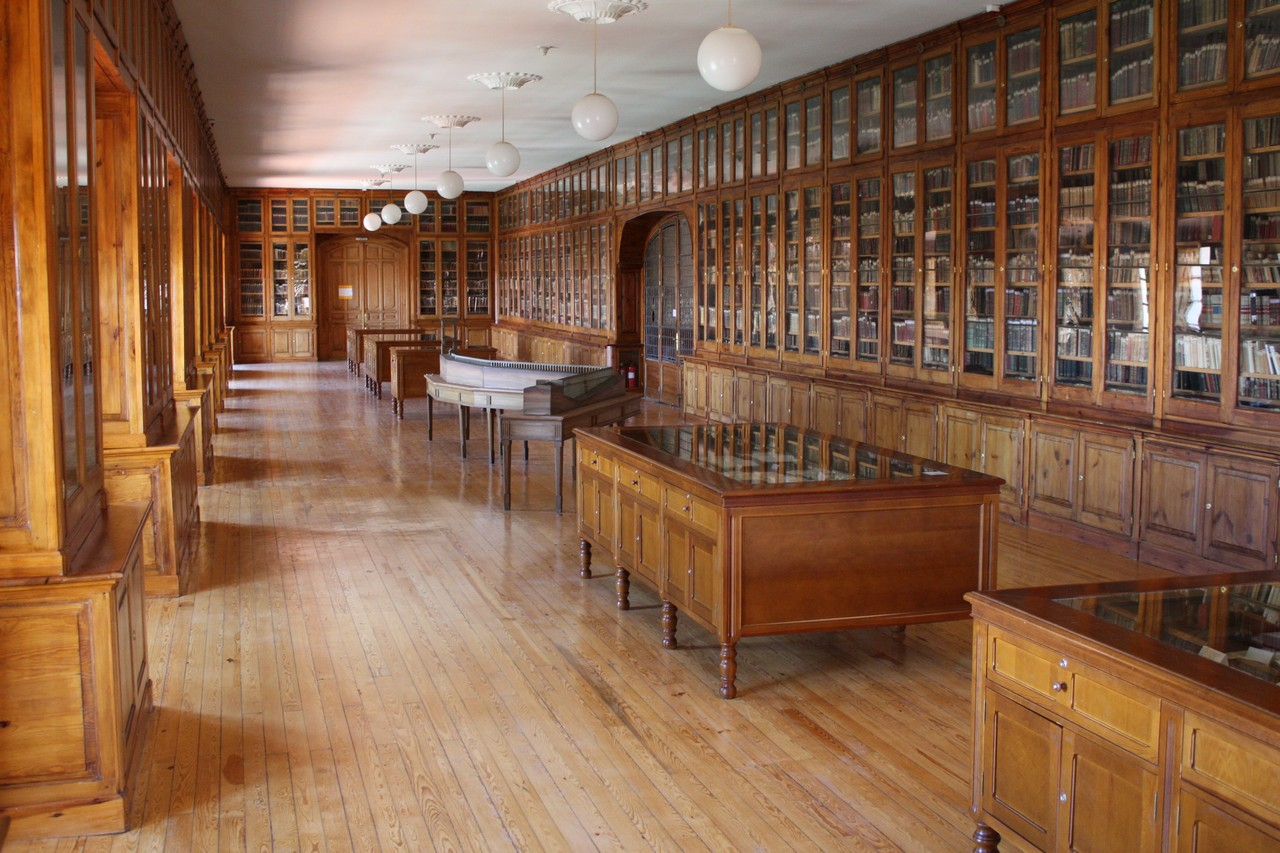
Biblioteca
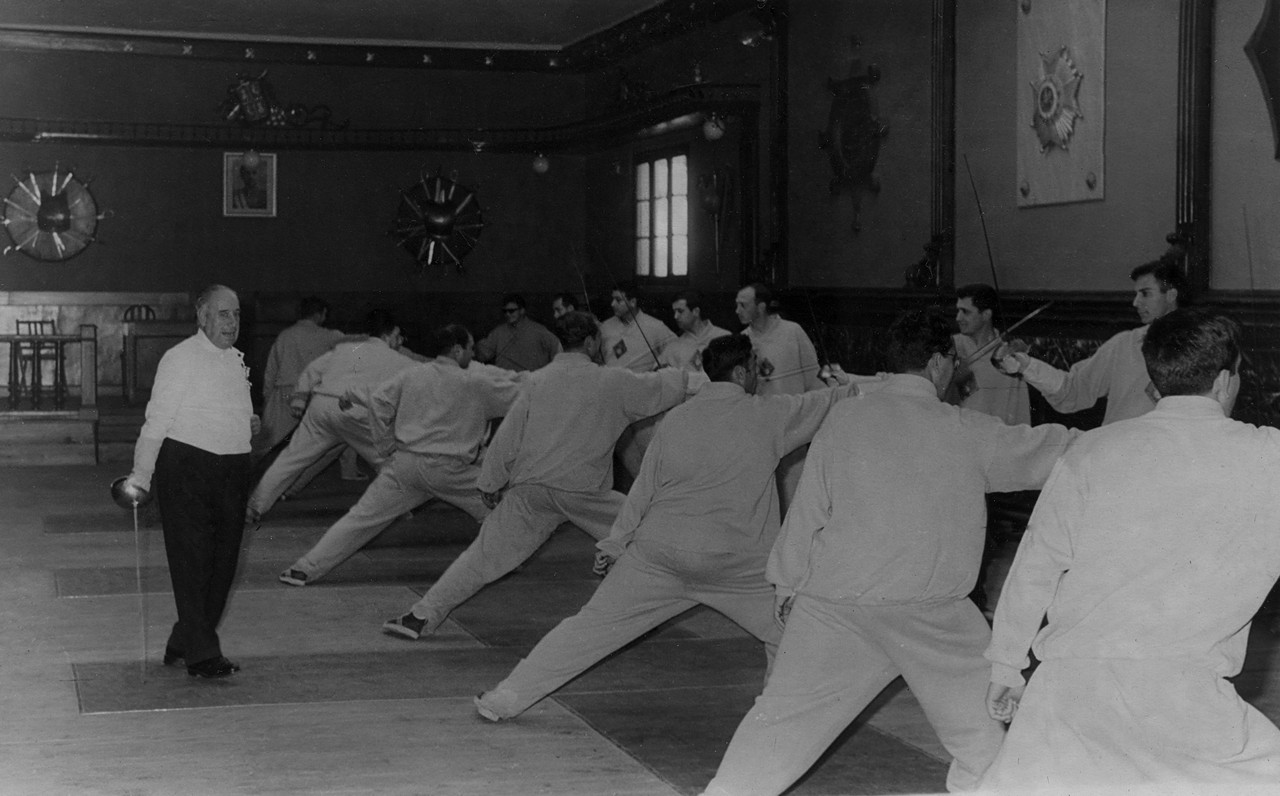
Classes d'esgrima a mitjans del seglo XX
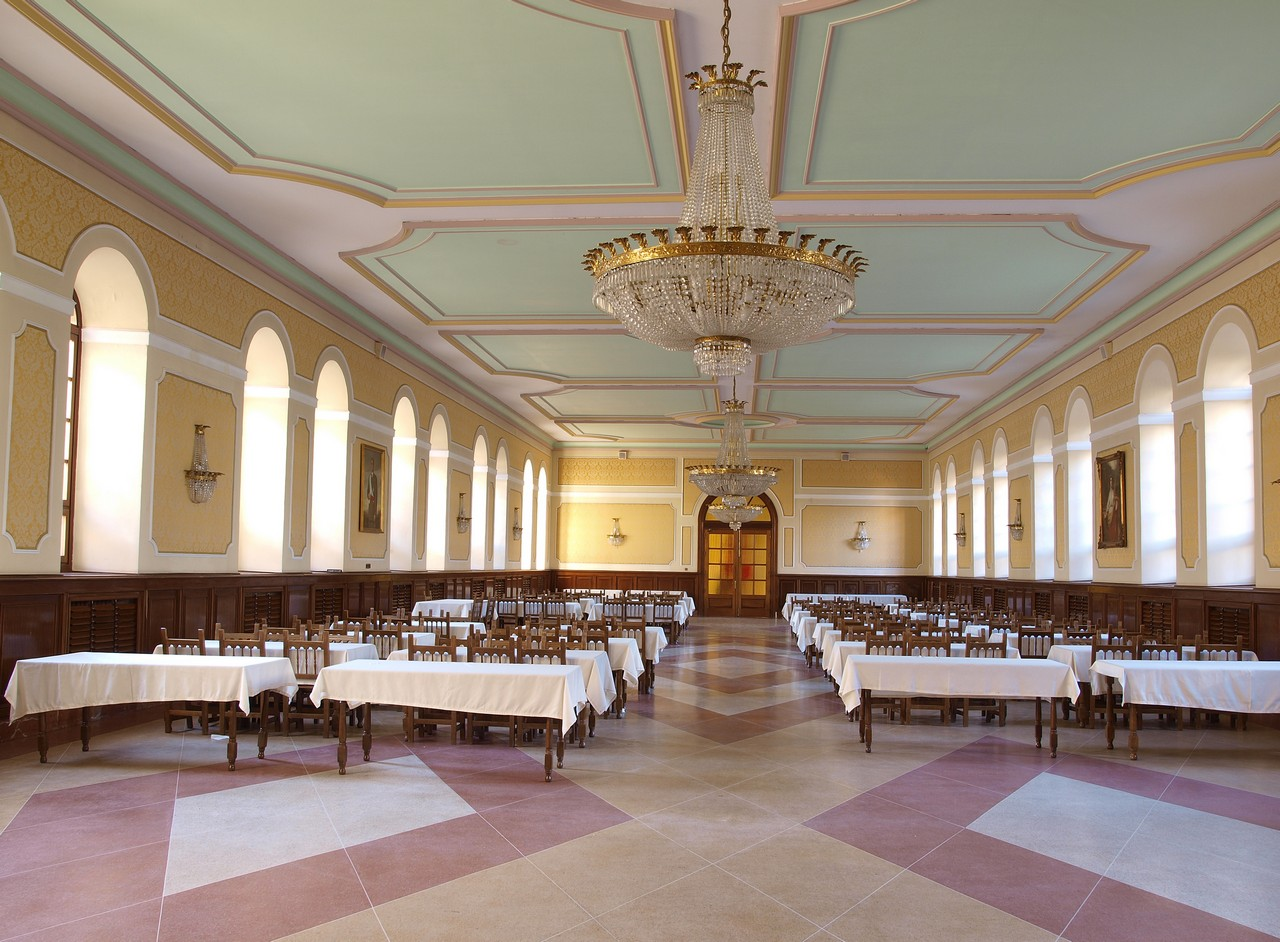
Menjador de cadets
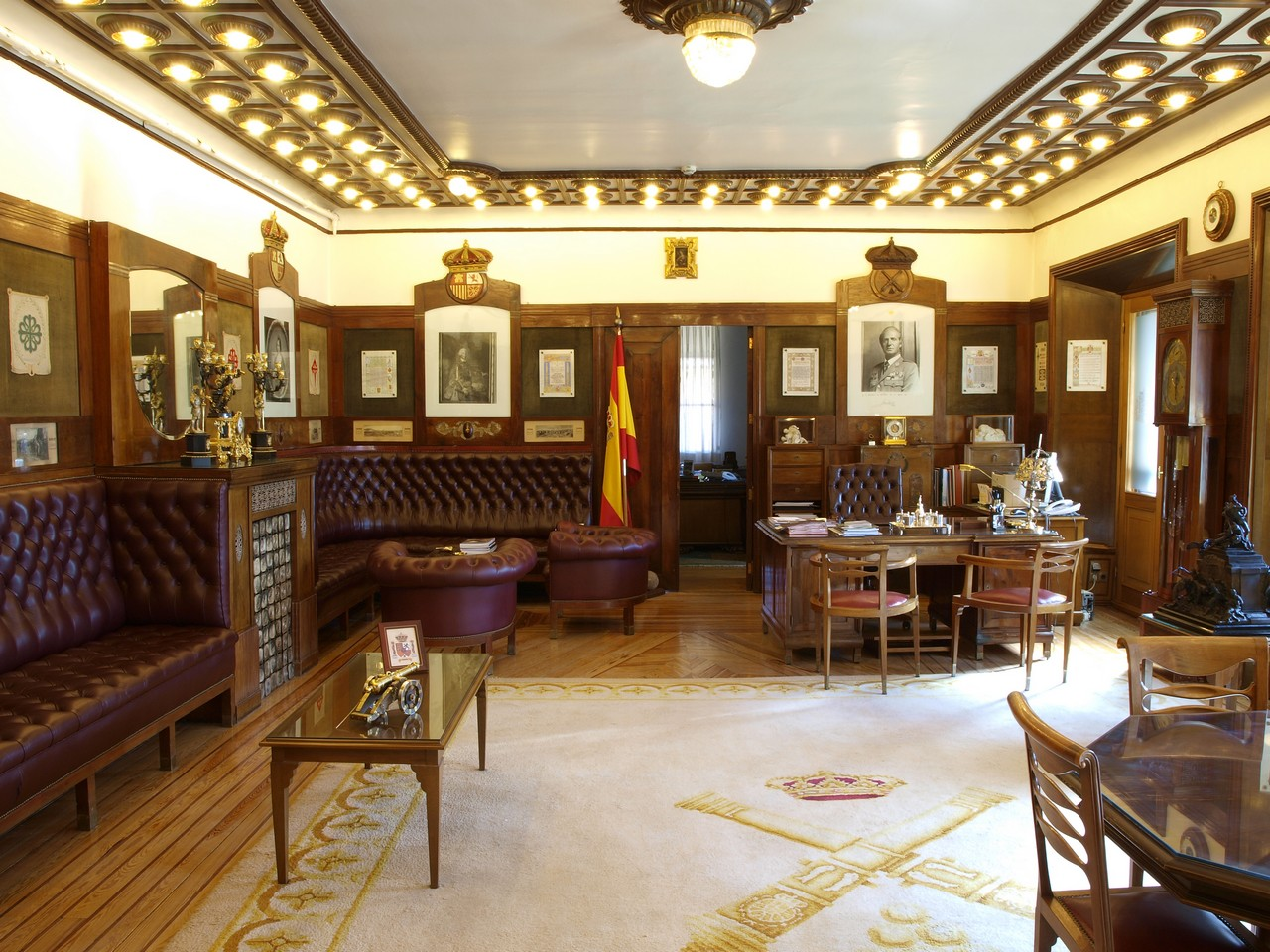
Despatx del director
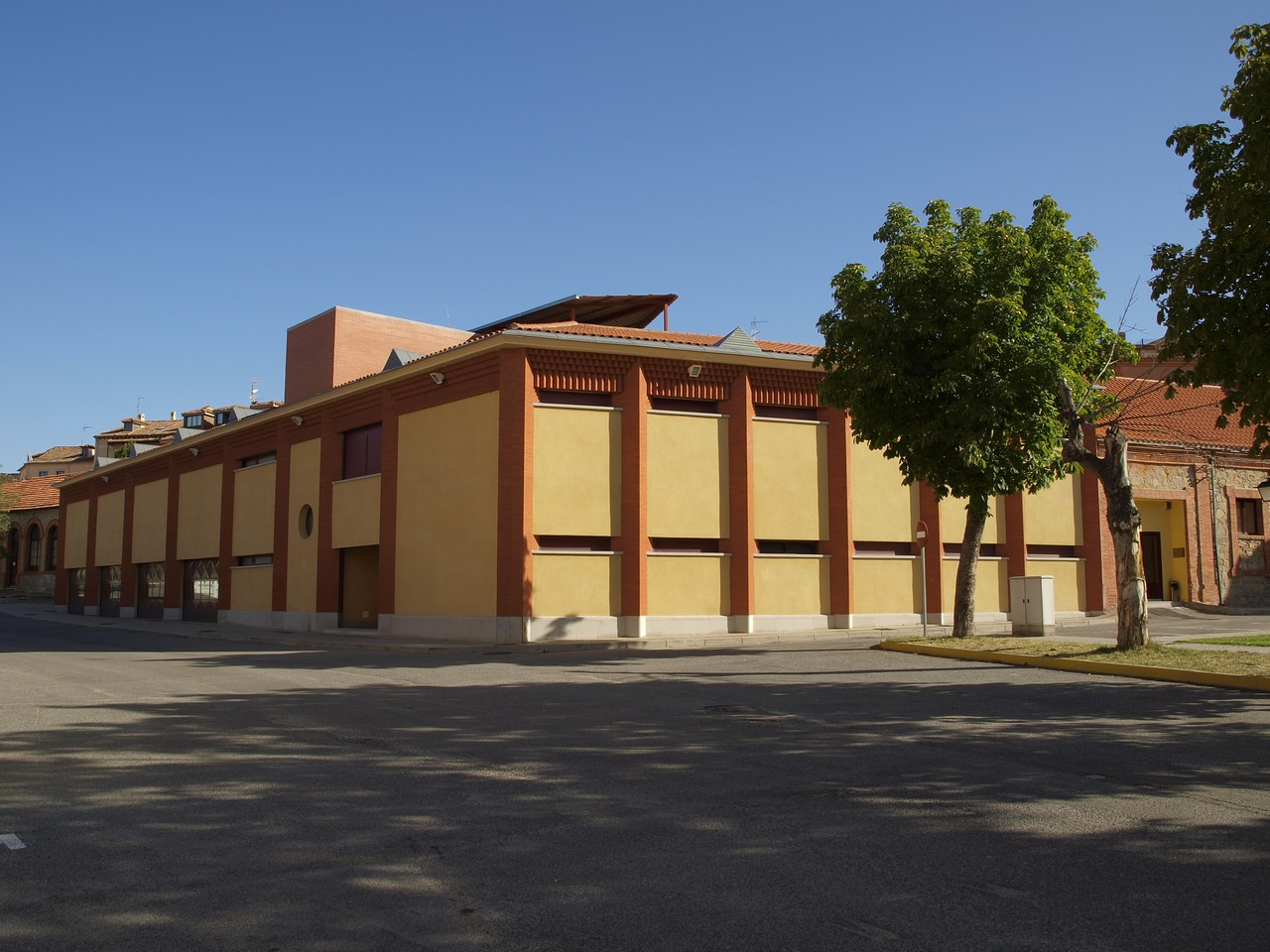
Edifici del Simulador de Campanya
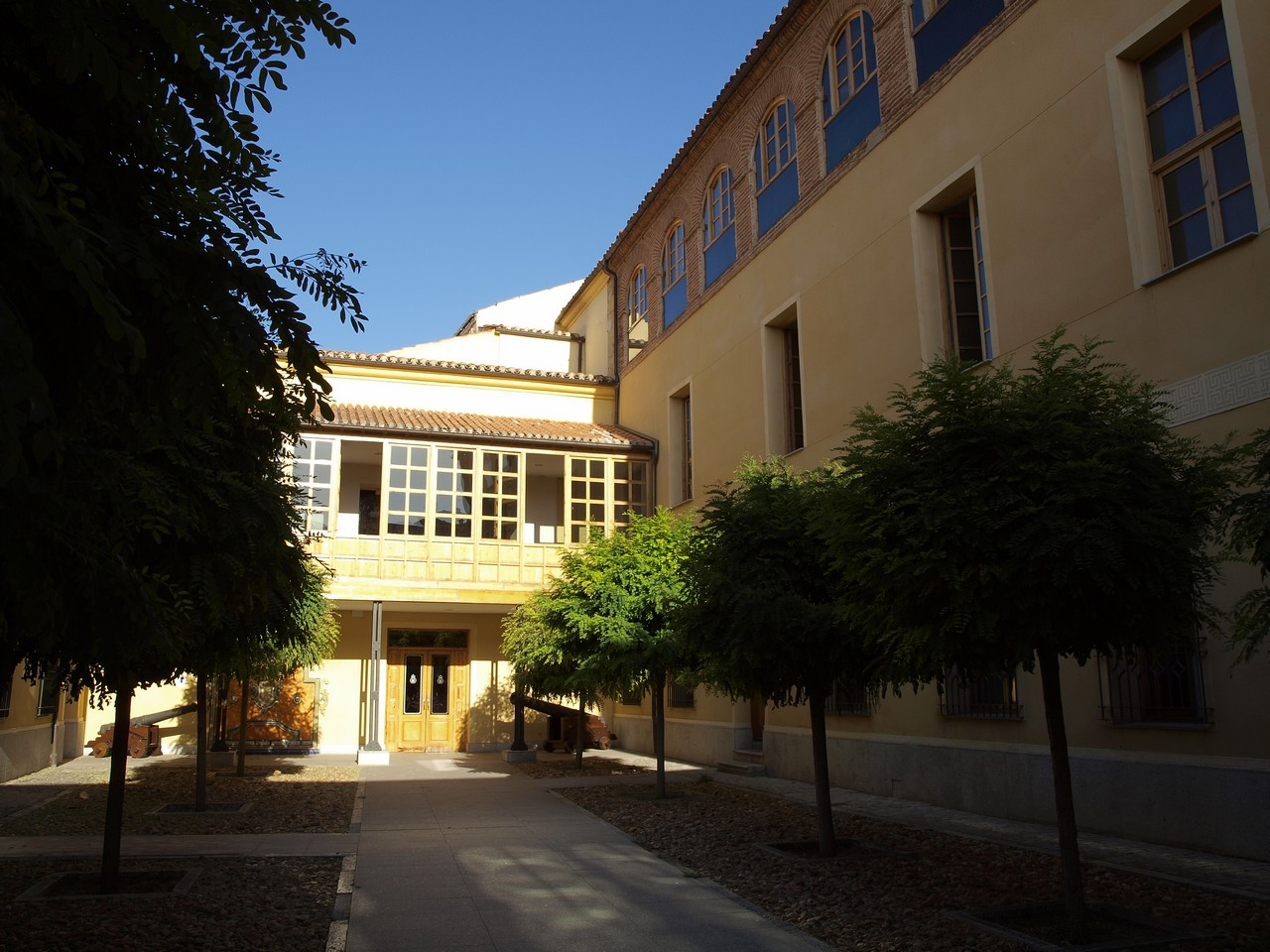
Patio de les acàcies
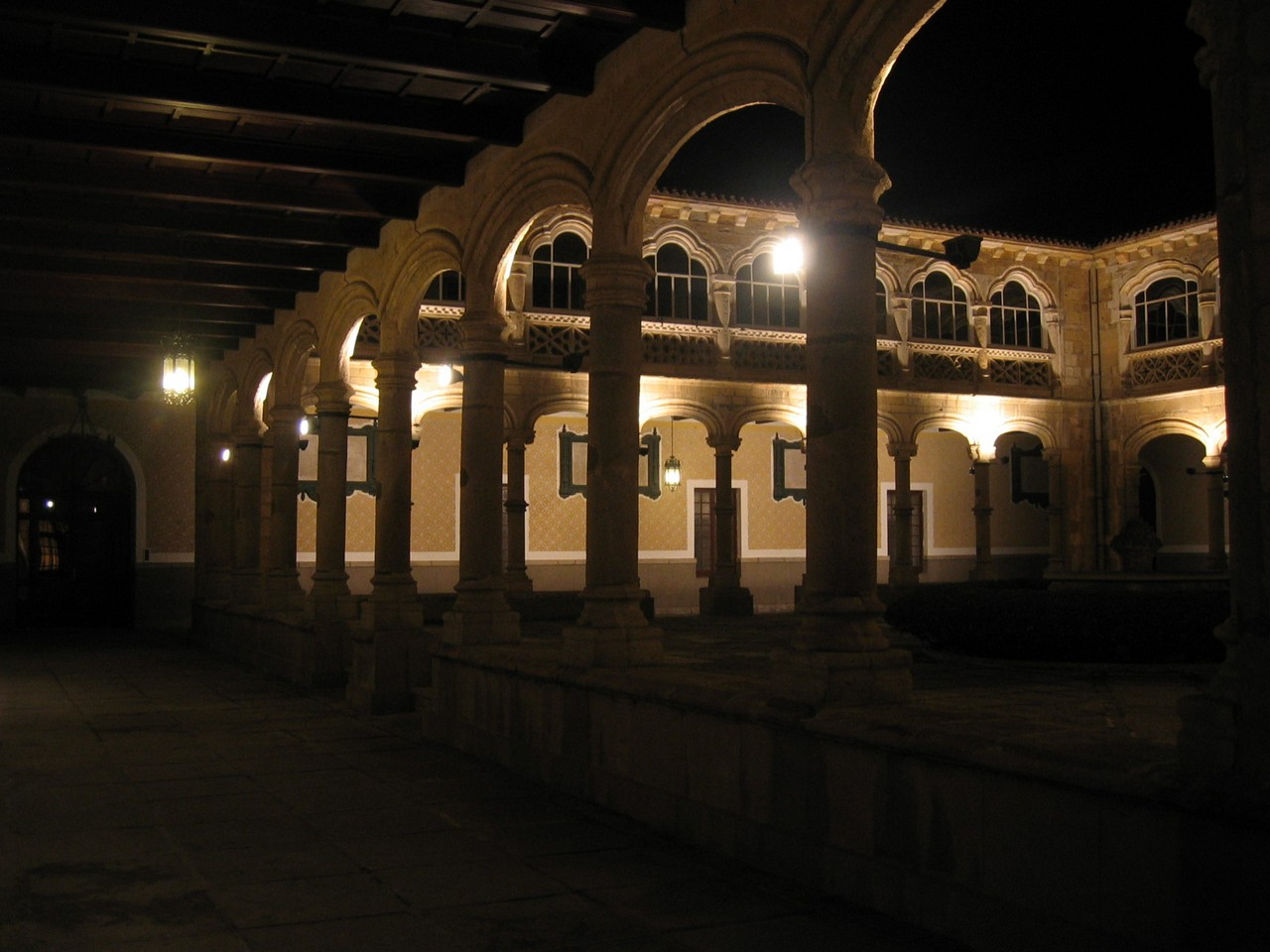
Pati d'ordre
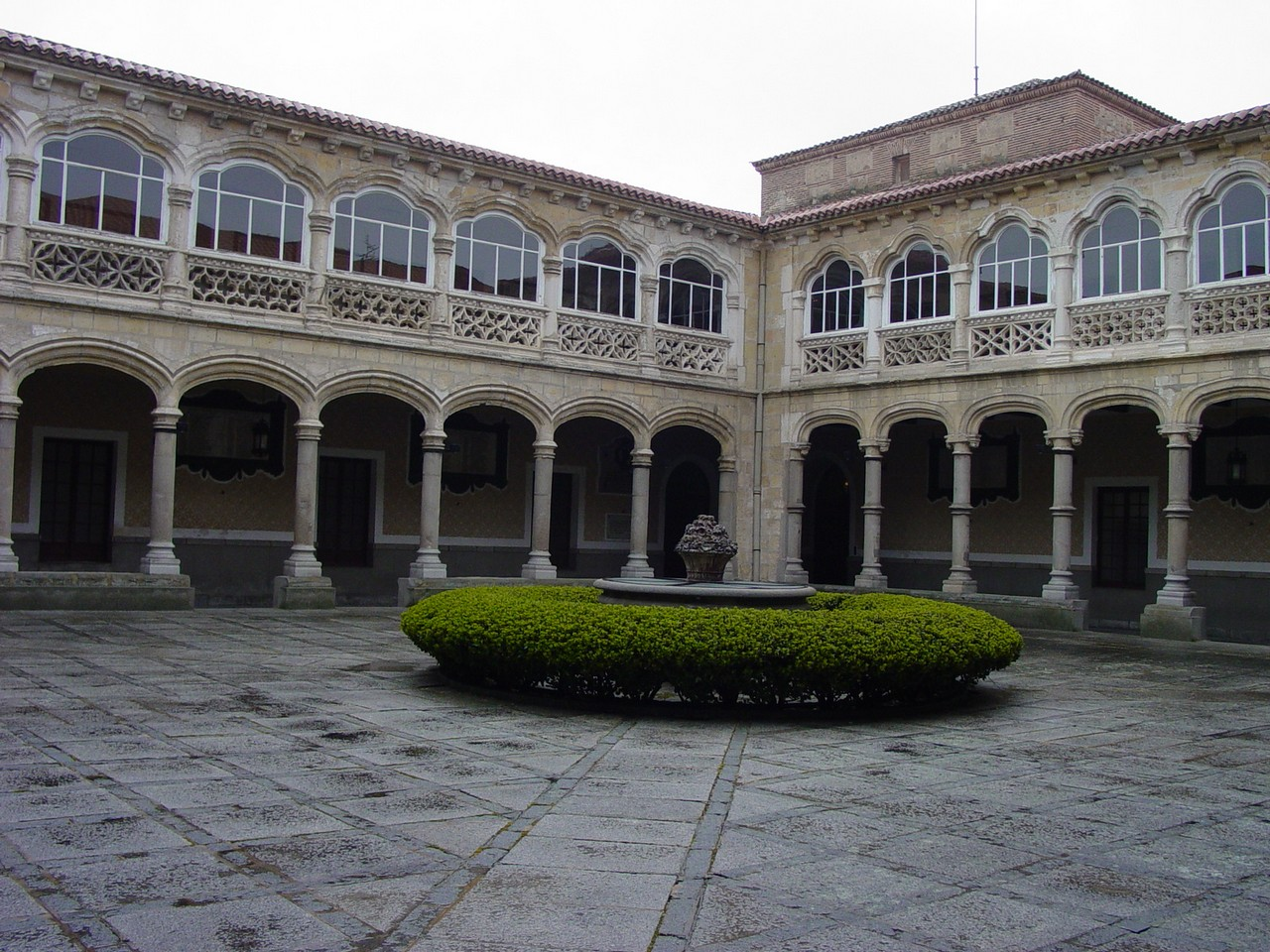
Pati d'ordre
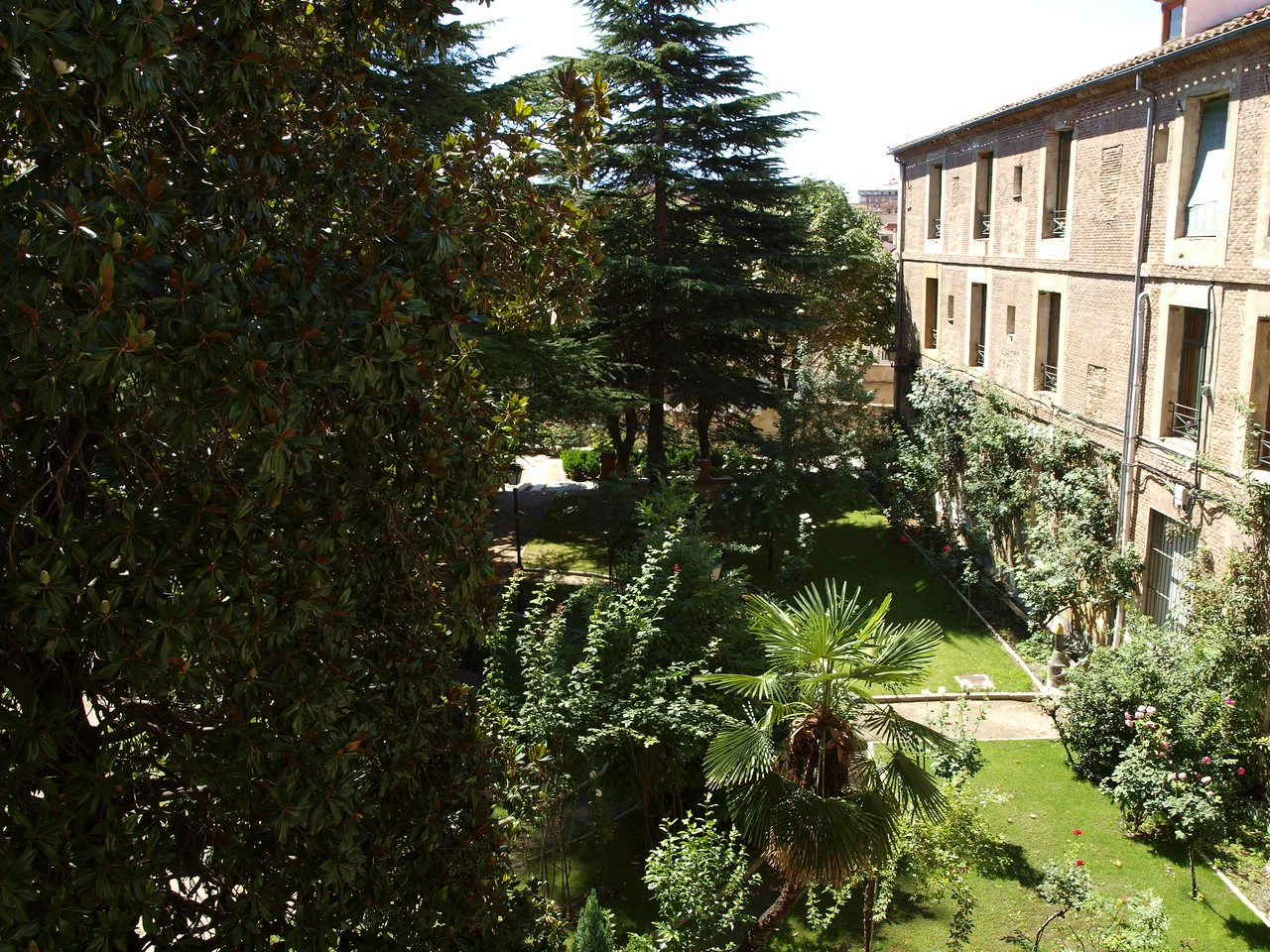
Pati del magnoli
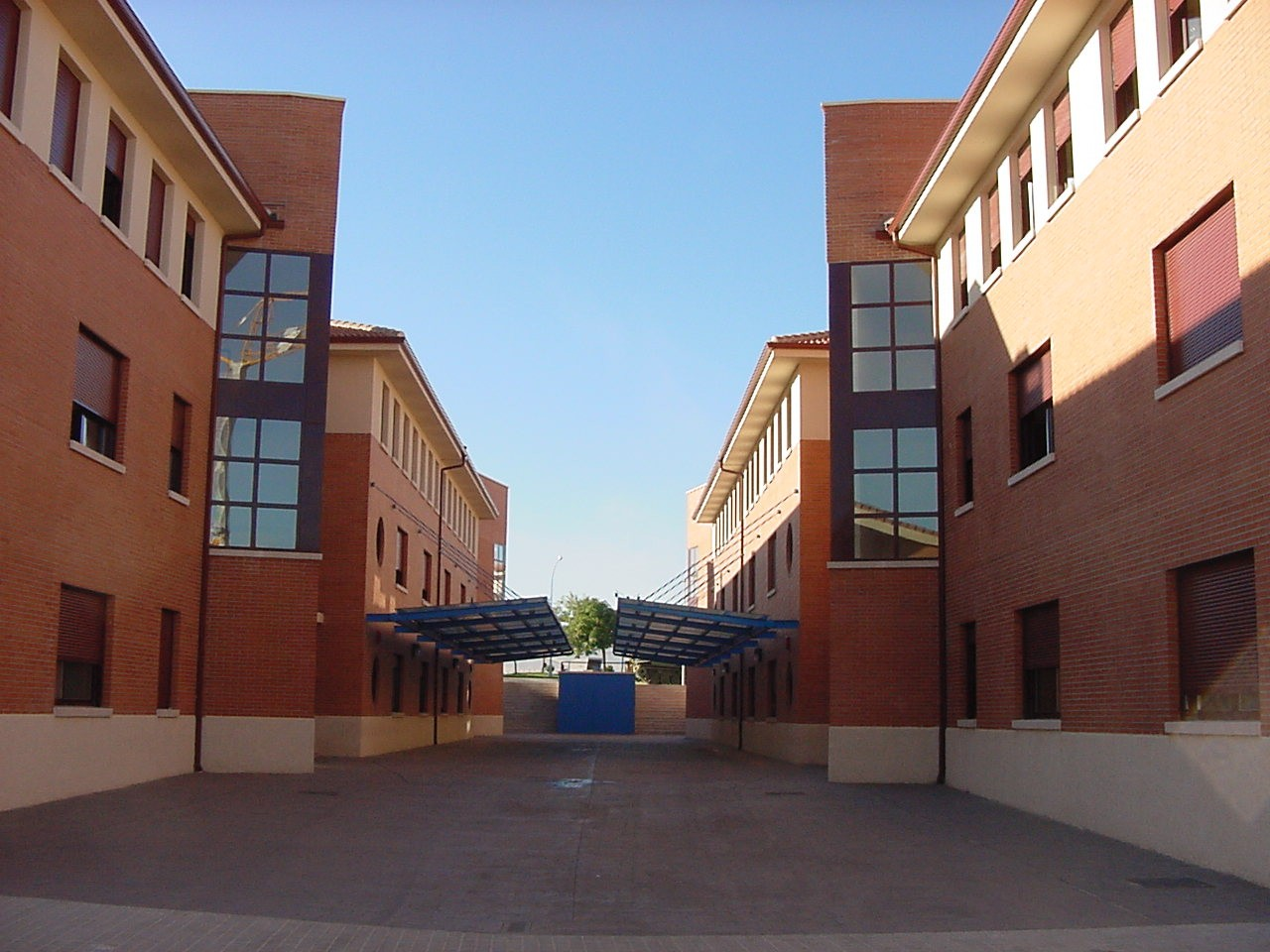
Polígon de Bateries
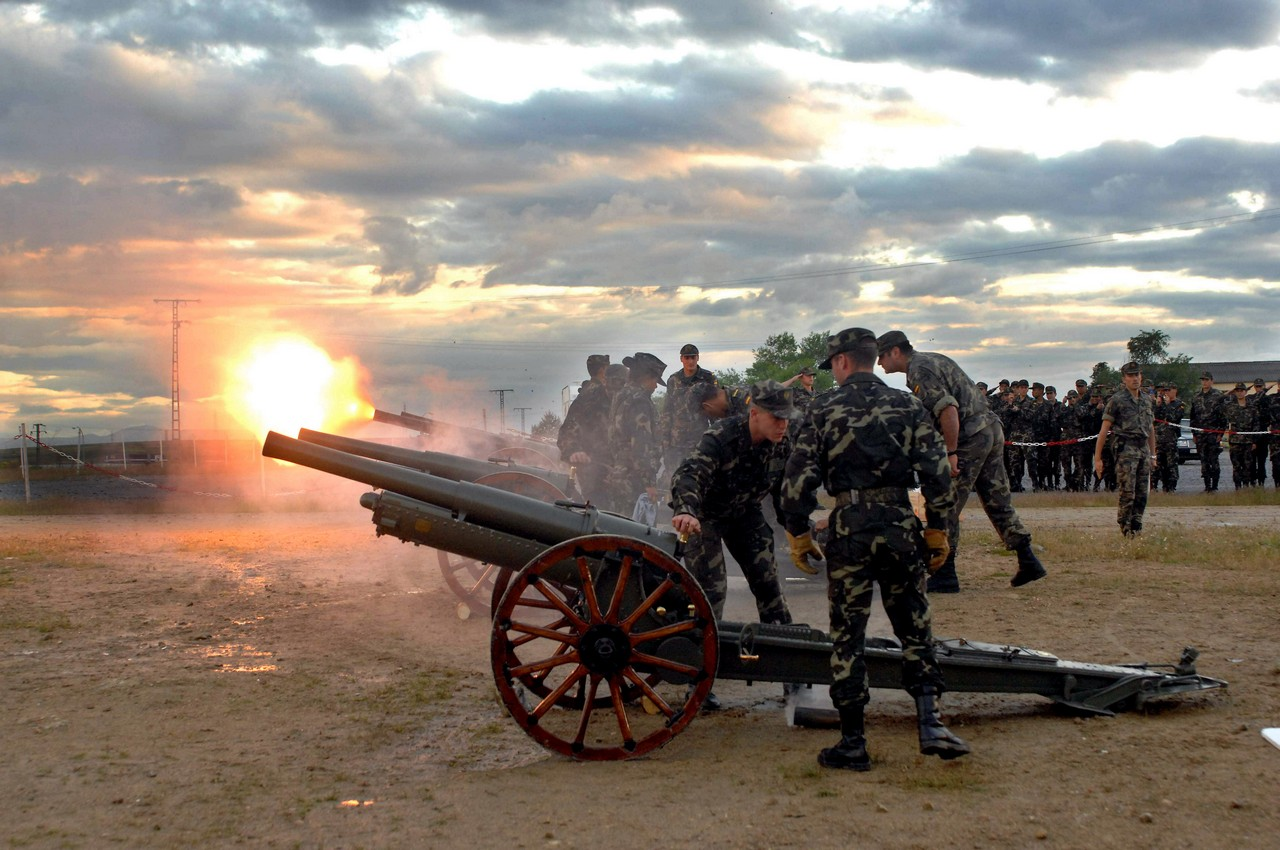
Exercicis al Polígon de Bateries
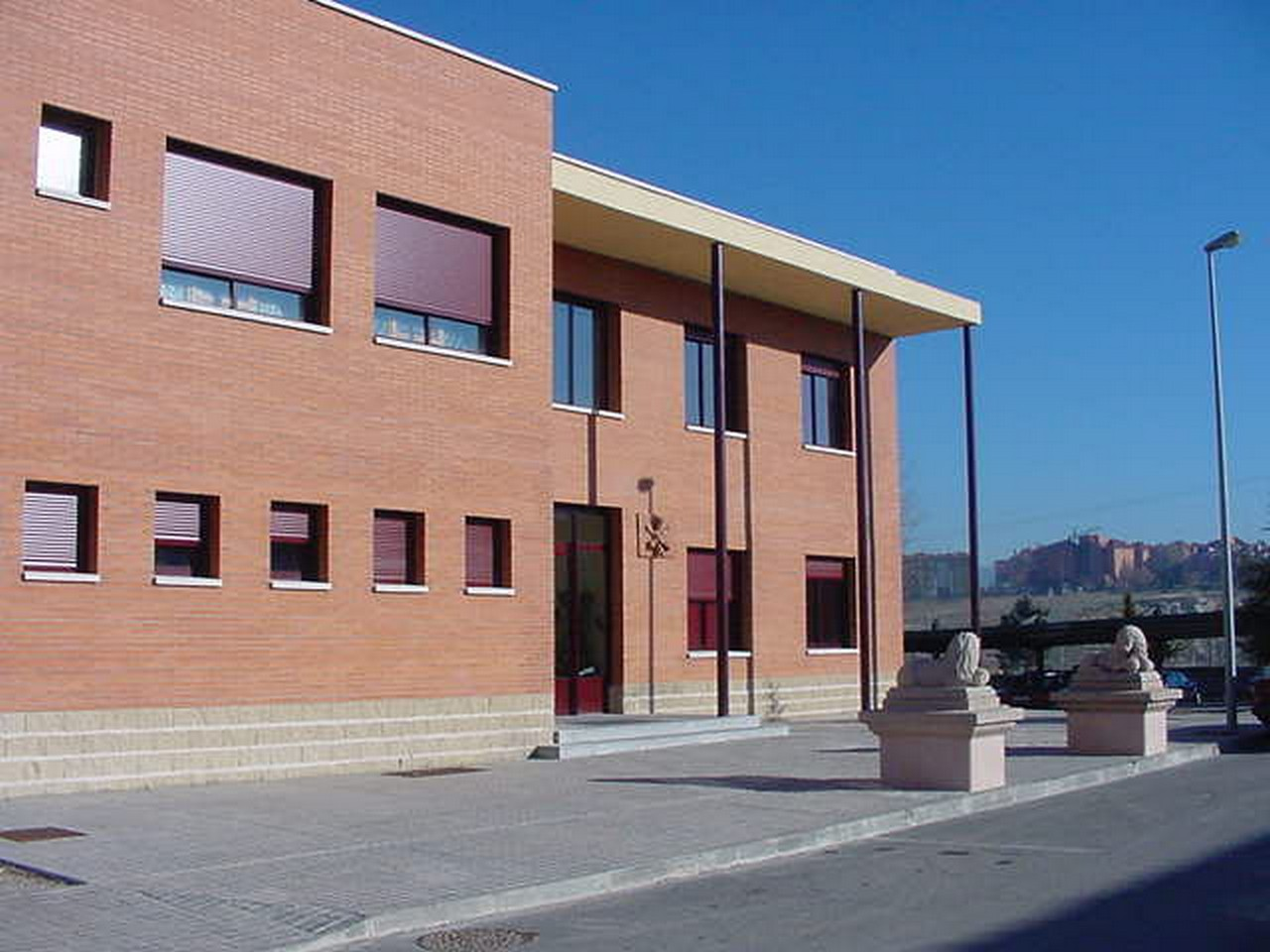
Polígon de Bateries
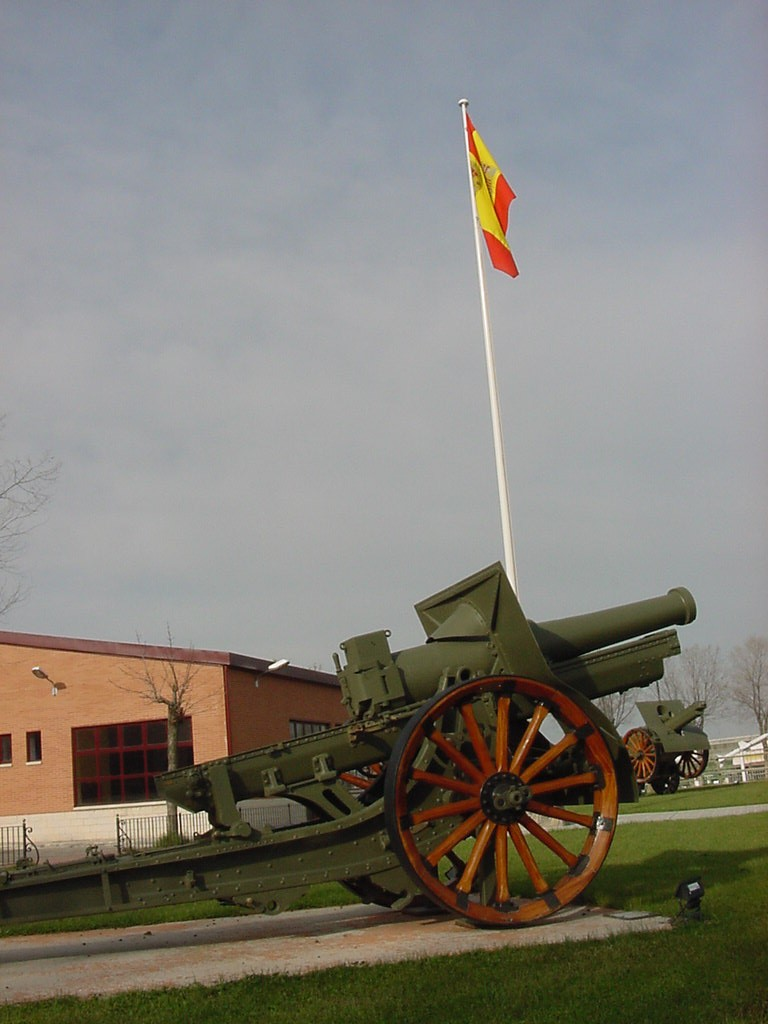
Polígon de Bateries
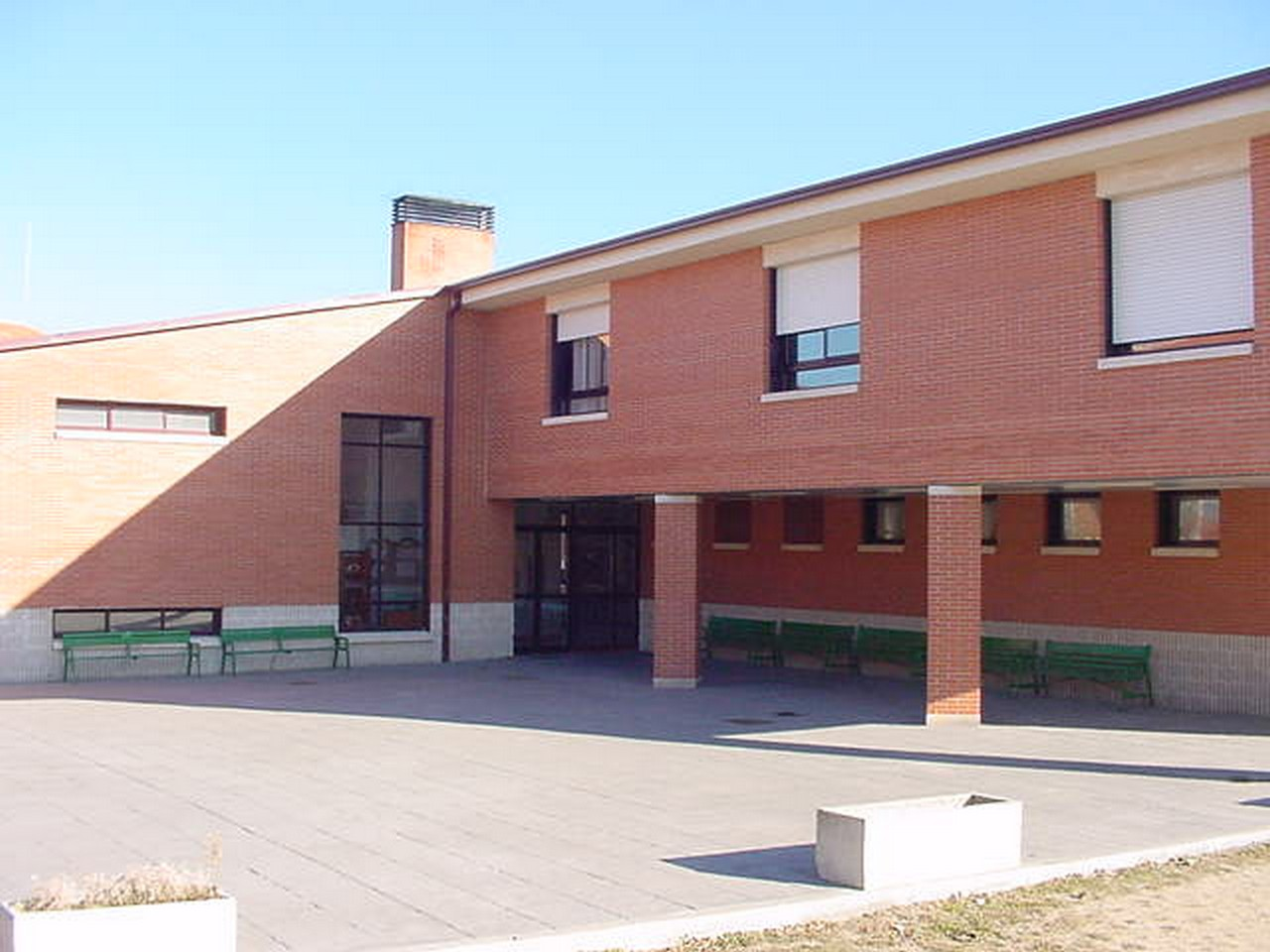
Polígon de Bateries
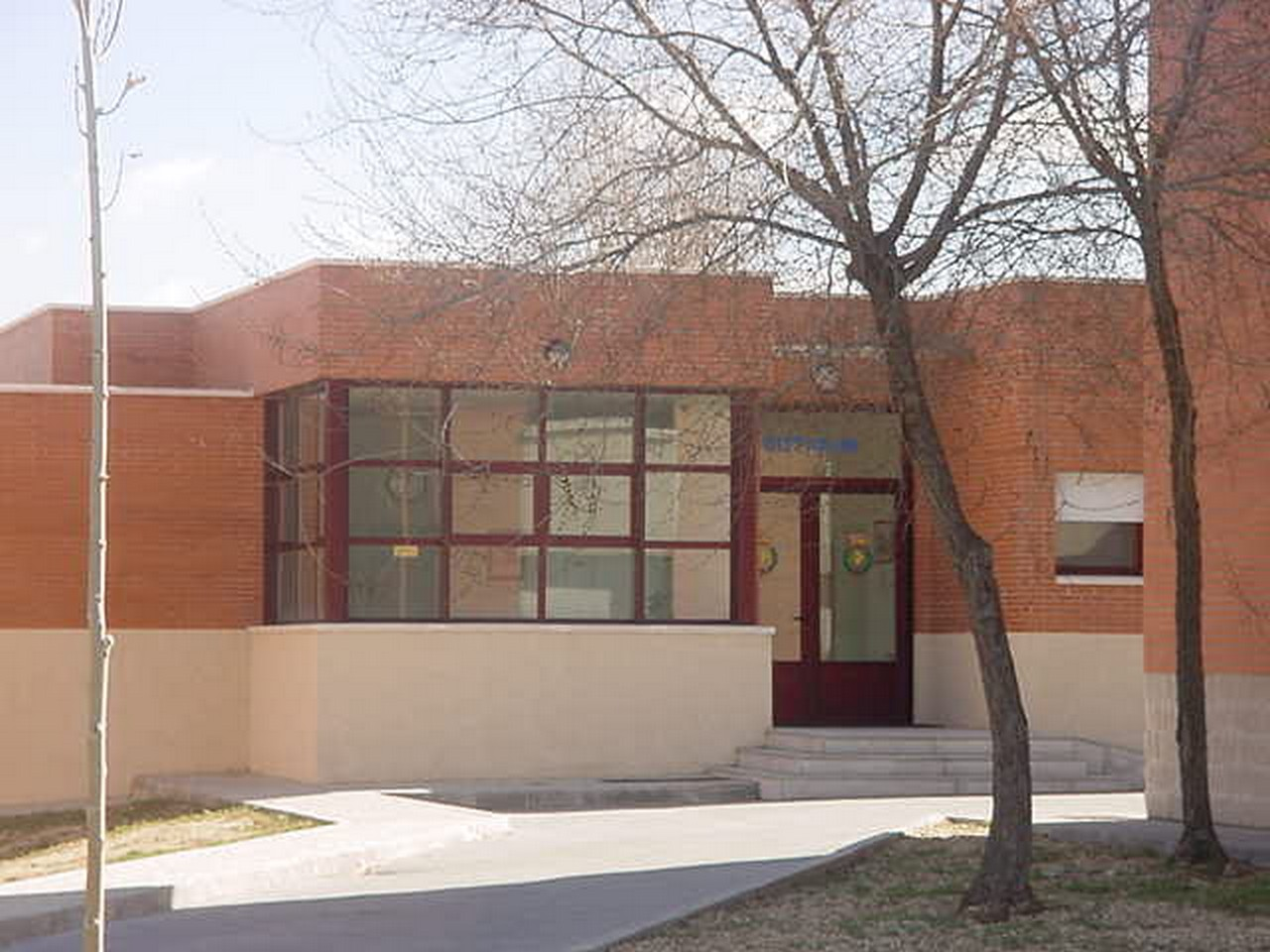
Polígon de Baterías
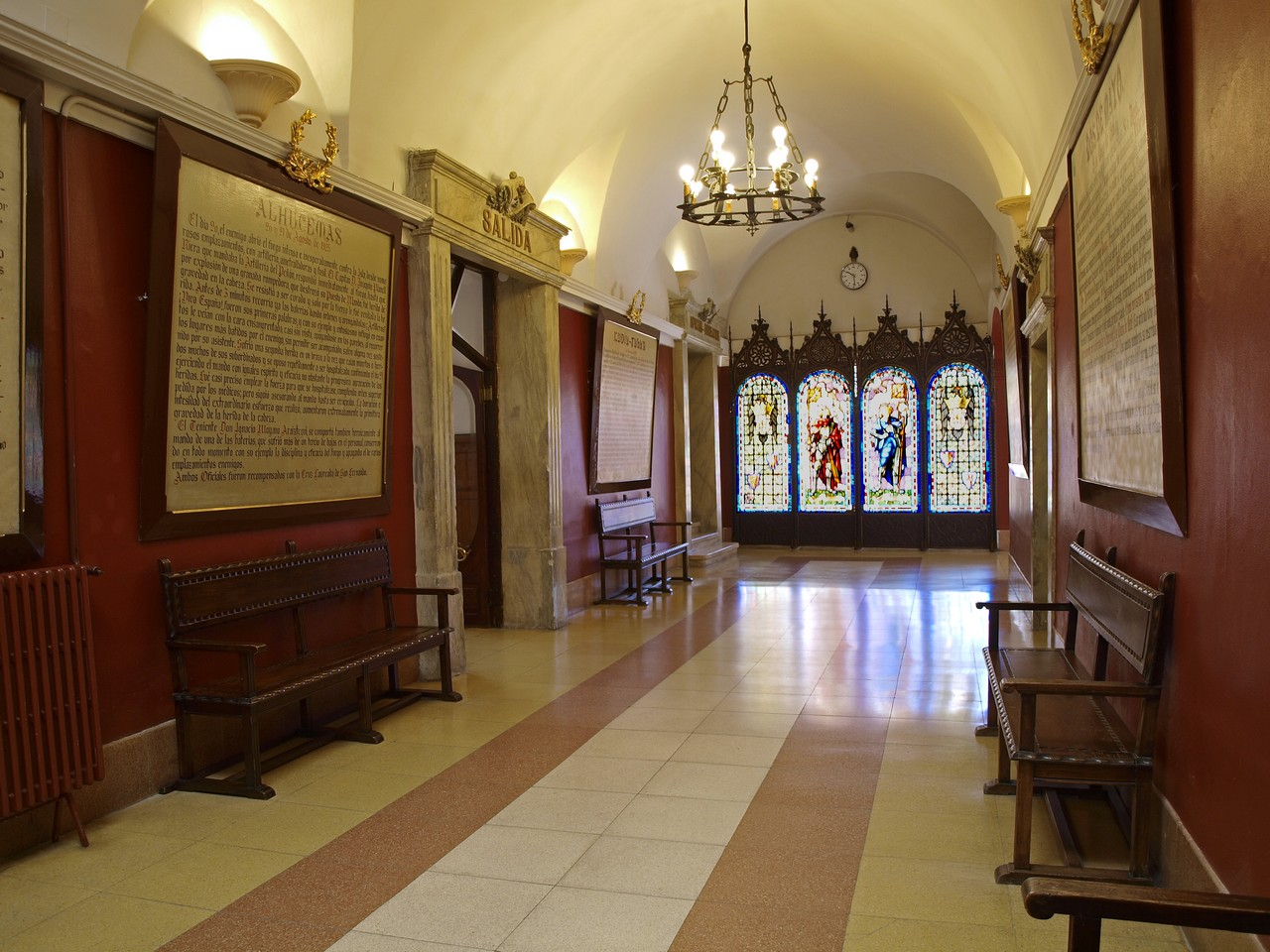
Passadís d'honor
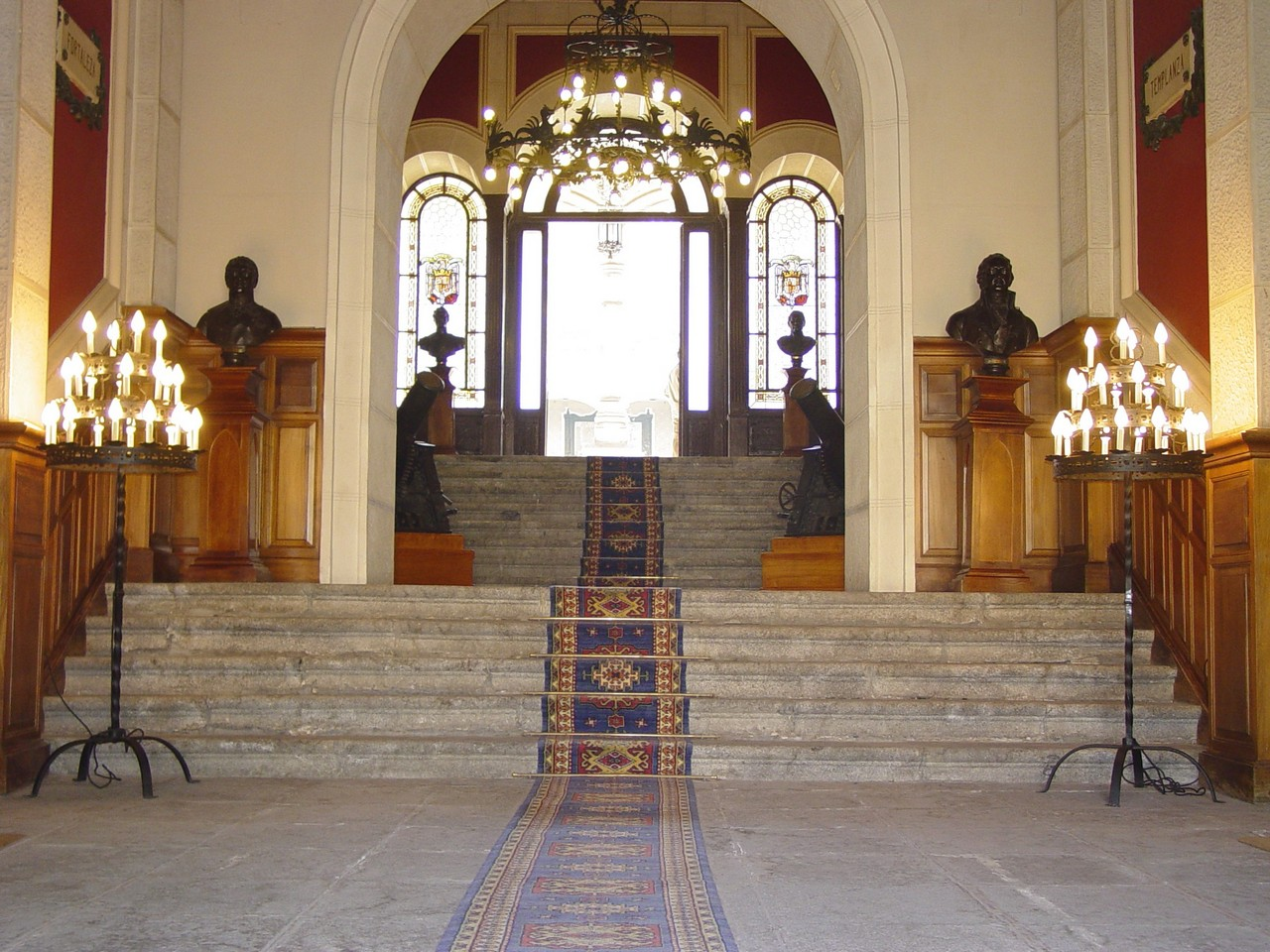
Porta San Francisco
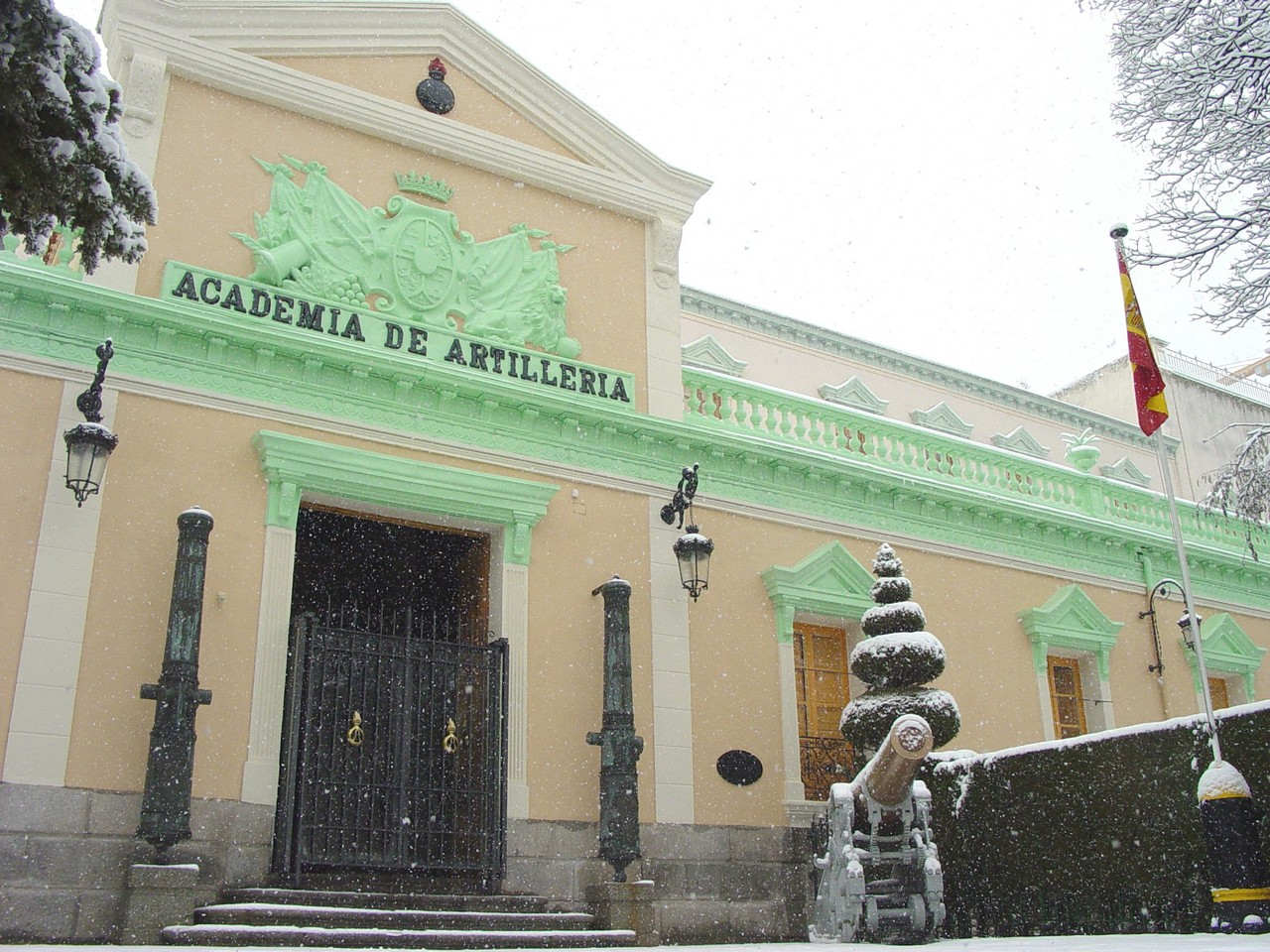
Porta San Francisco
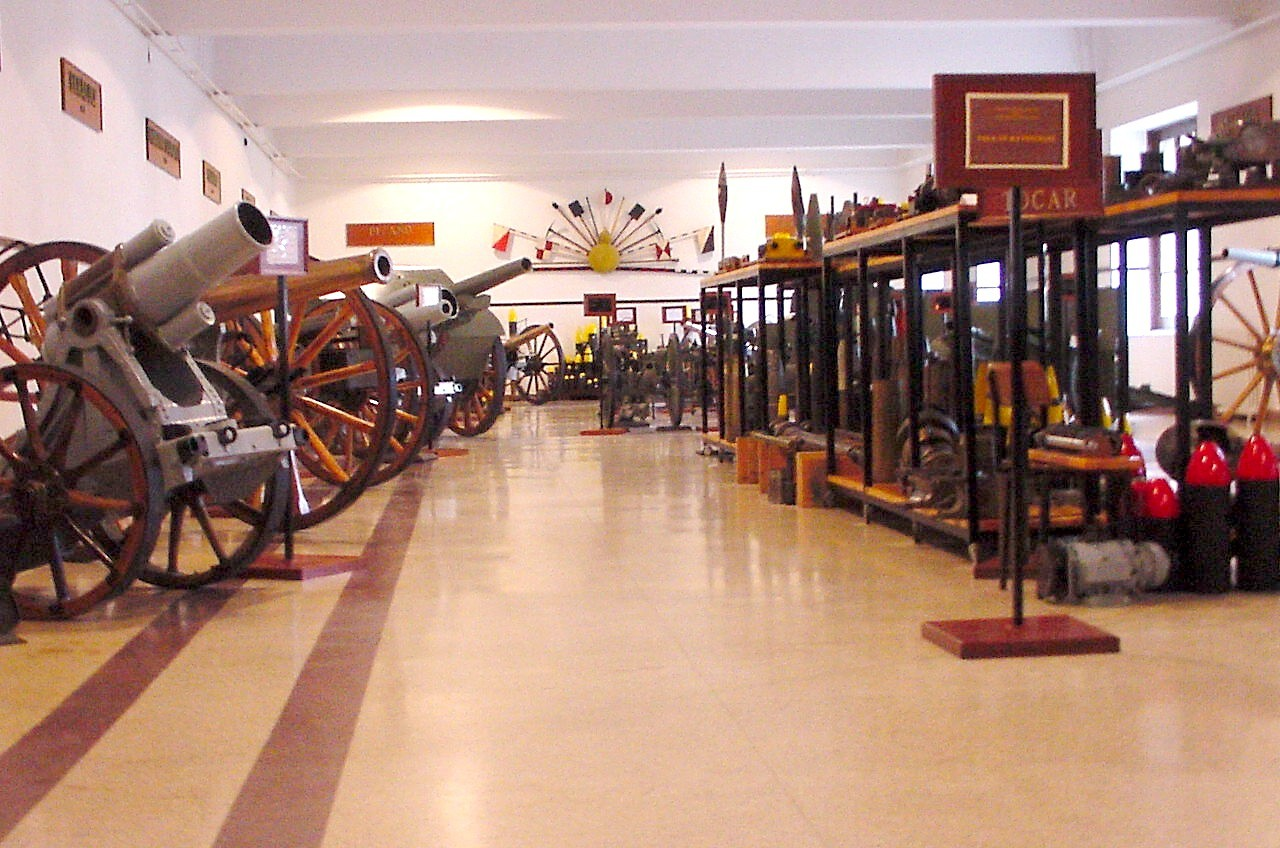
Sala de materials
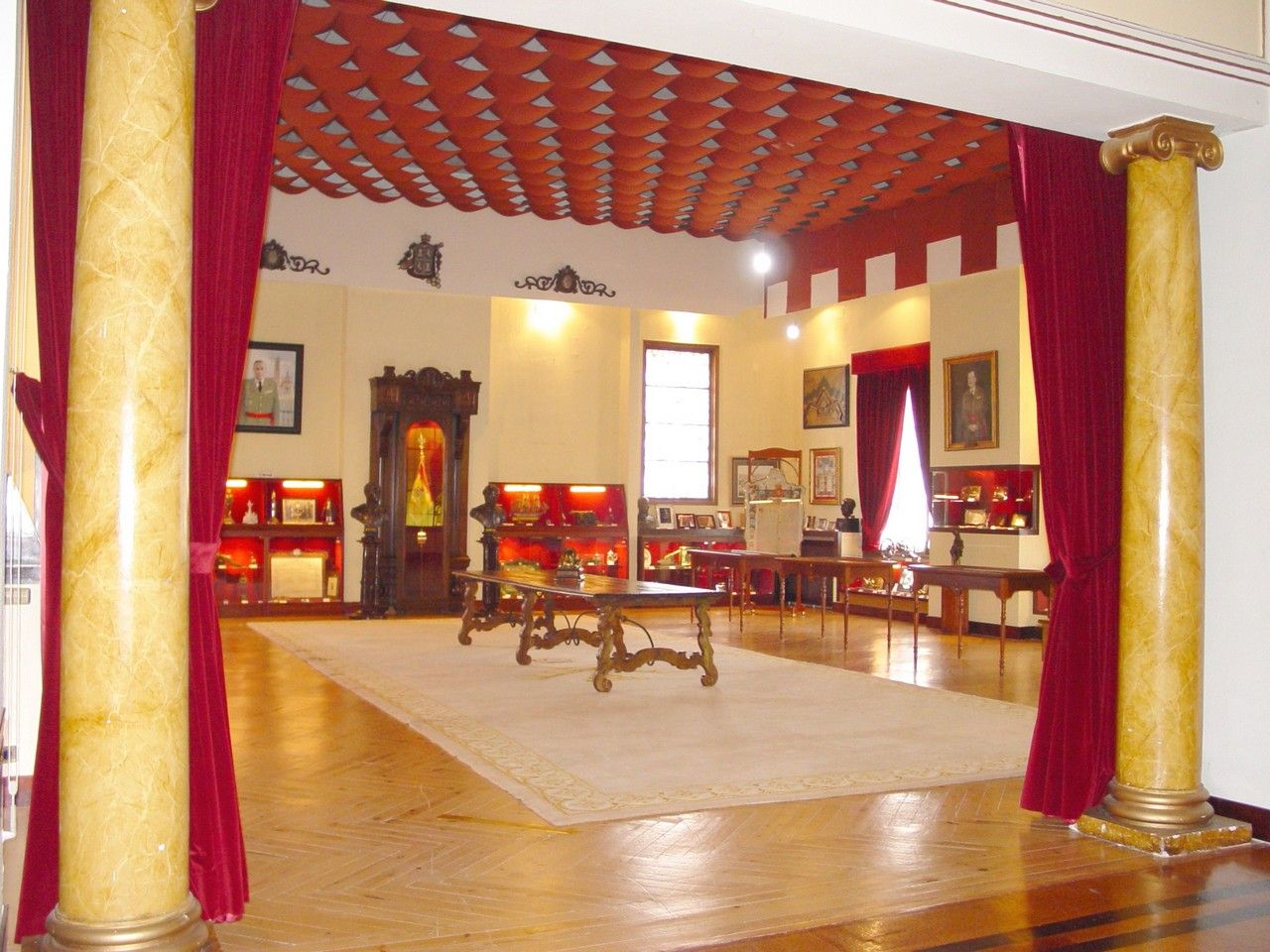
Sala de l'estendard
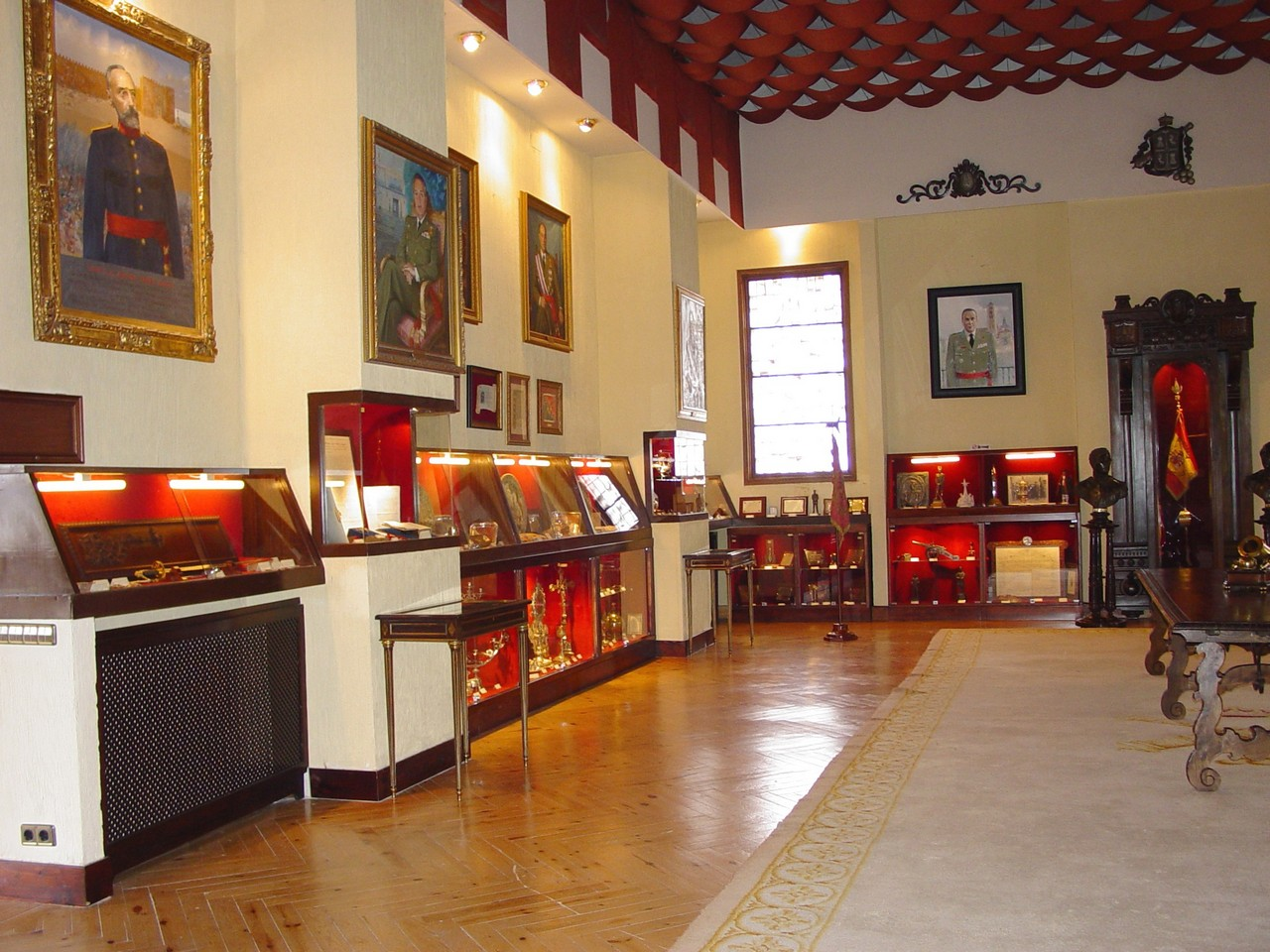
Sala de l'estendard
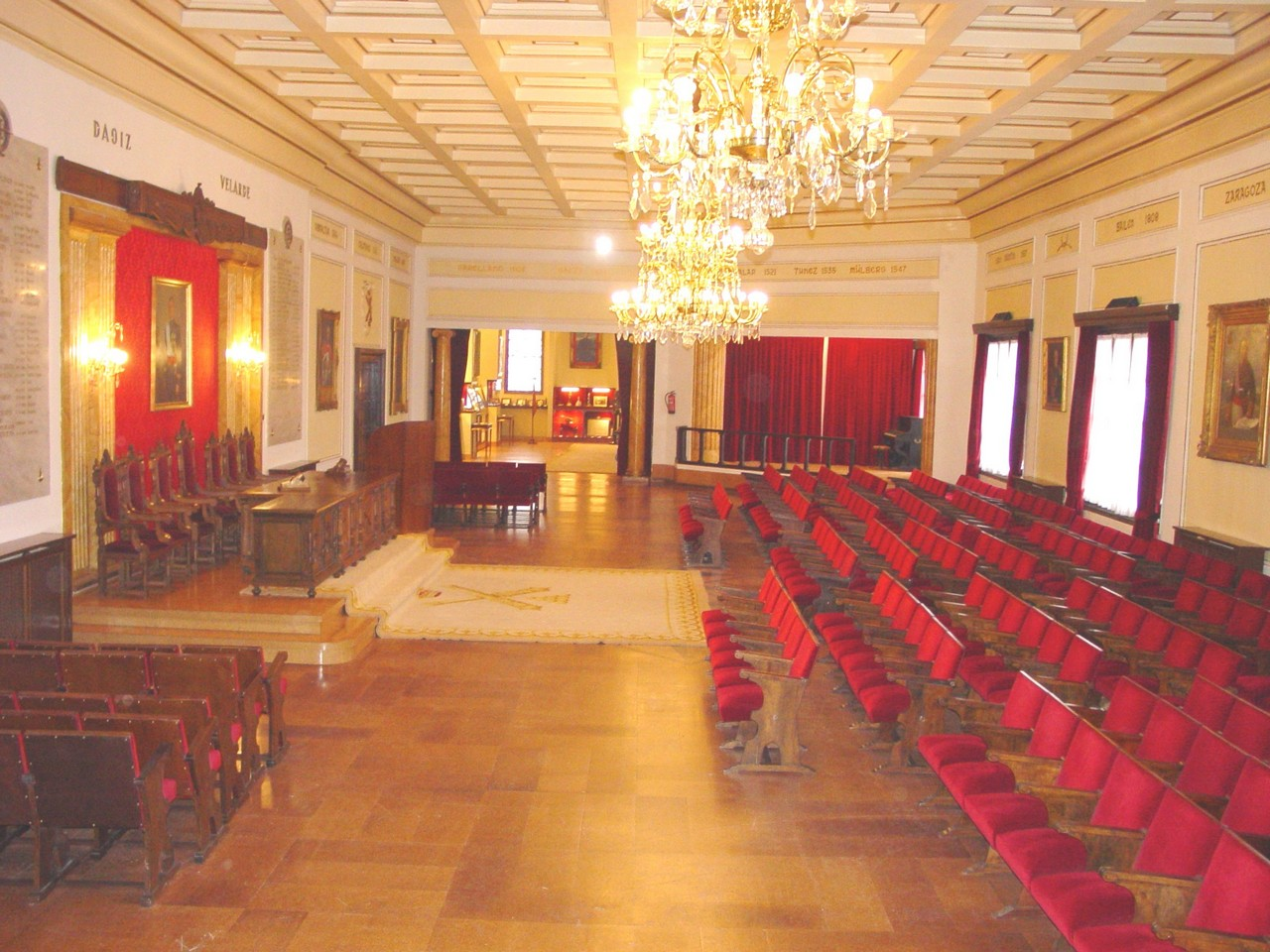
Saló d'actes
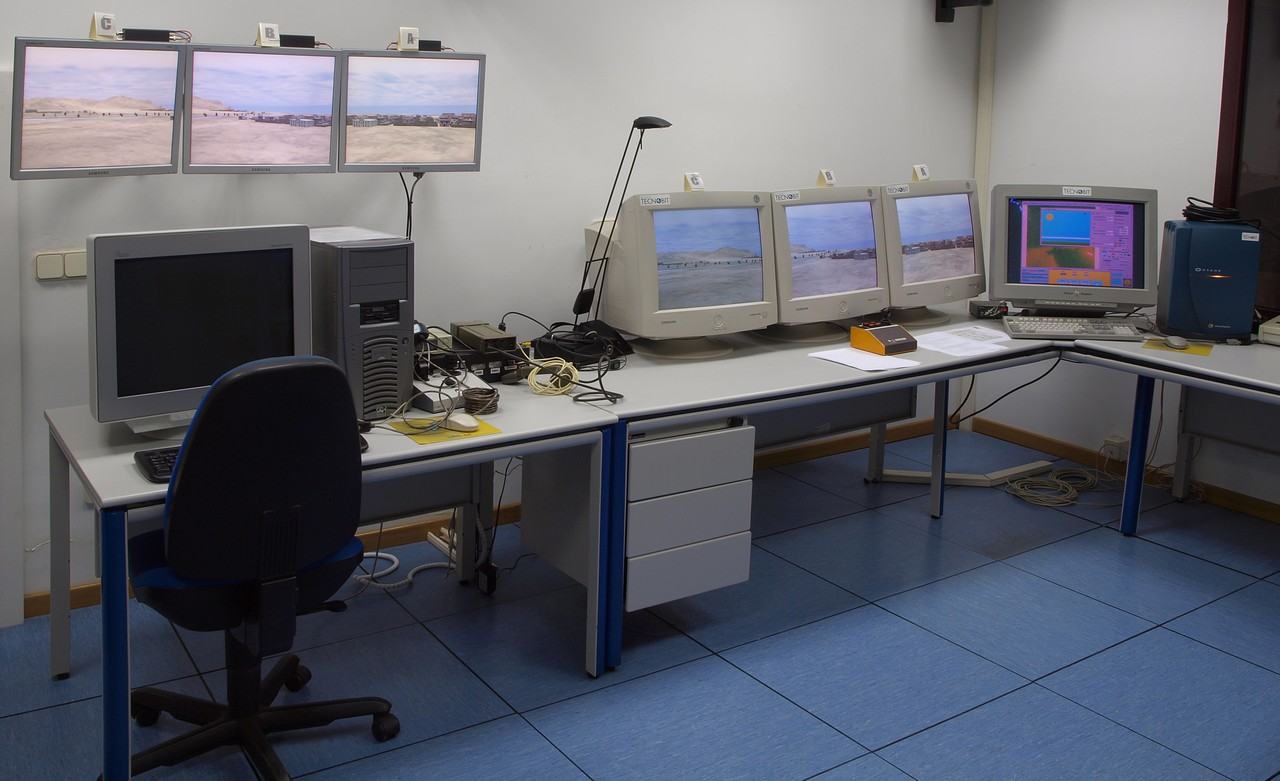
Simulador de campanya
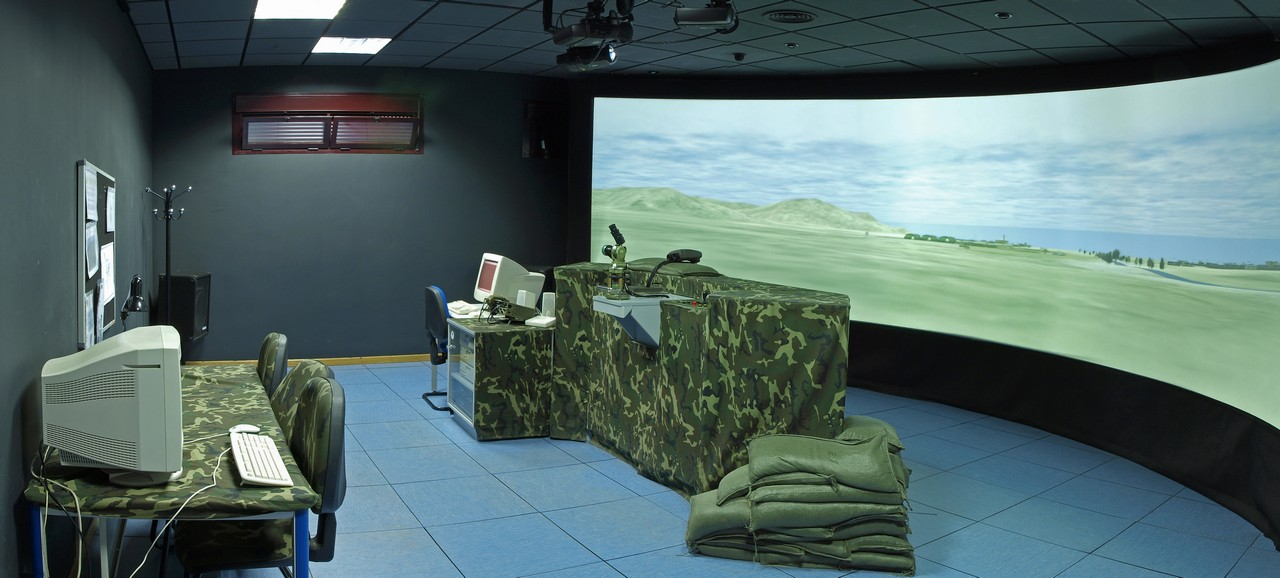
Simulador de campanya
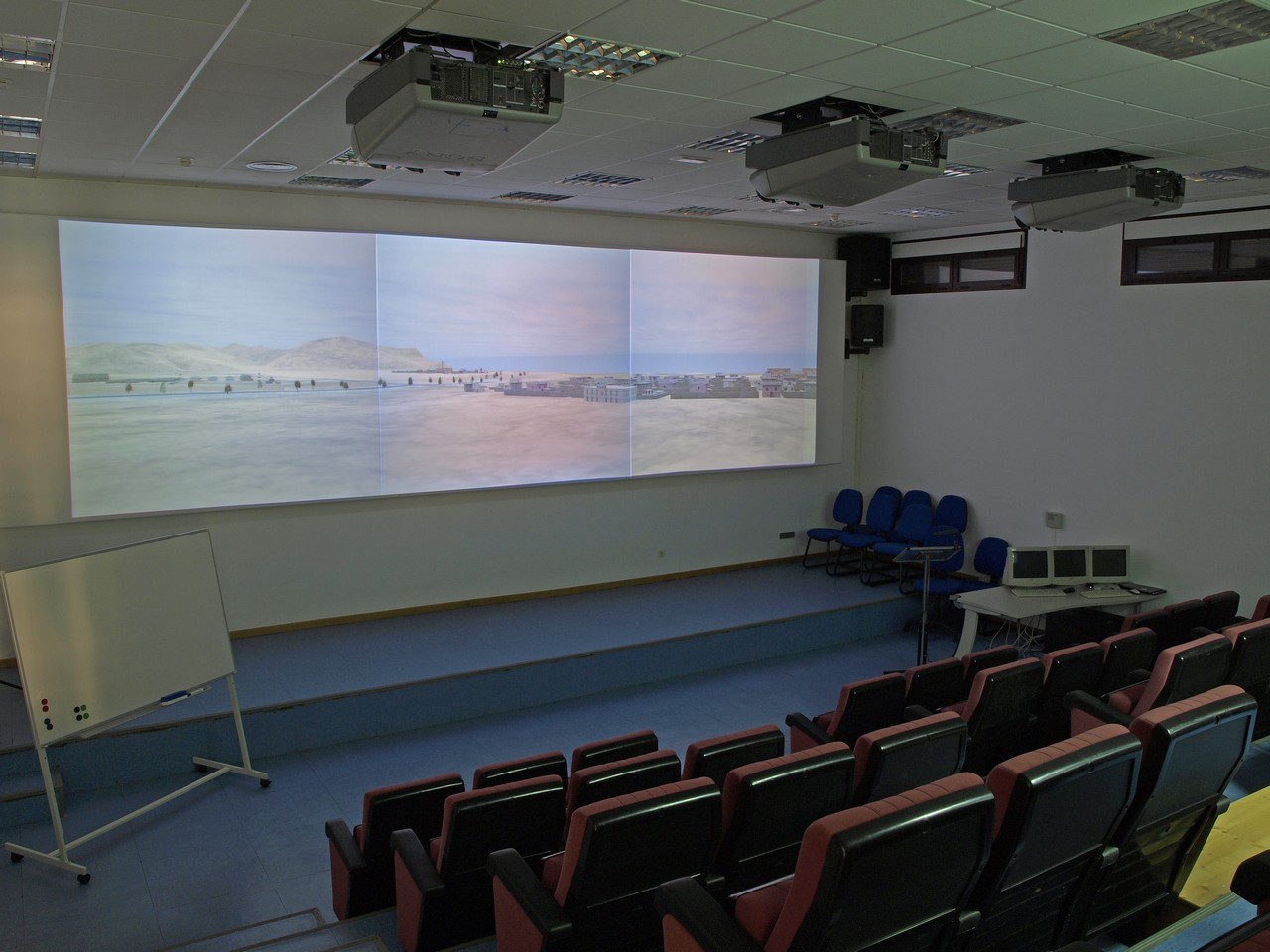
Simulador de campanya
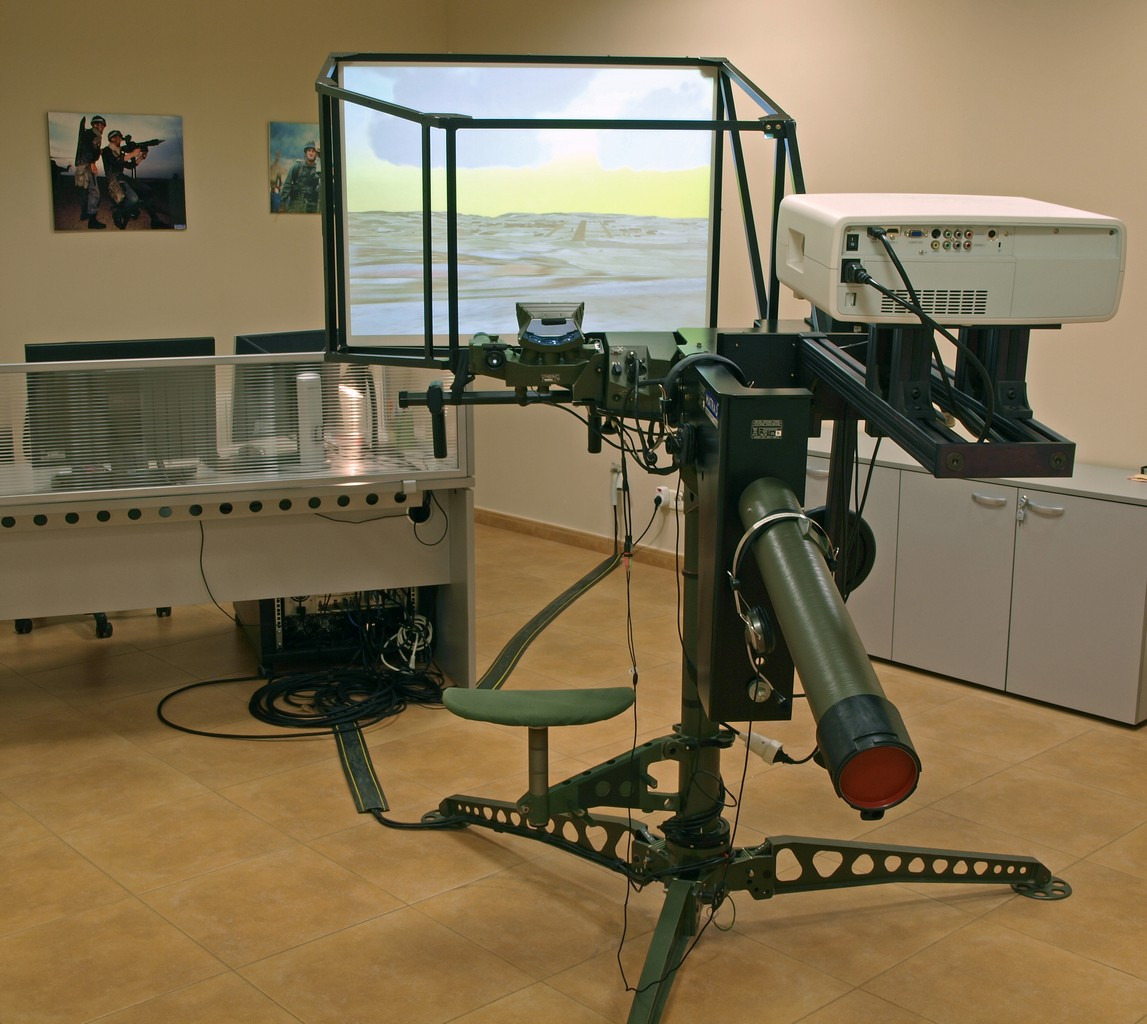
Simulador de Míssil Mistral
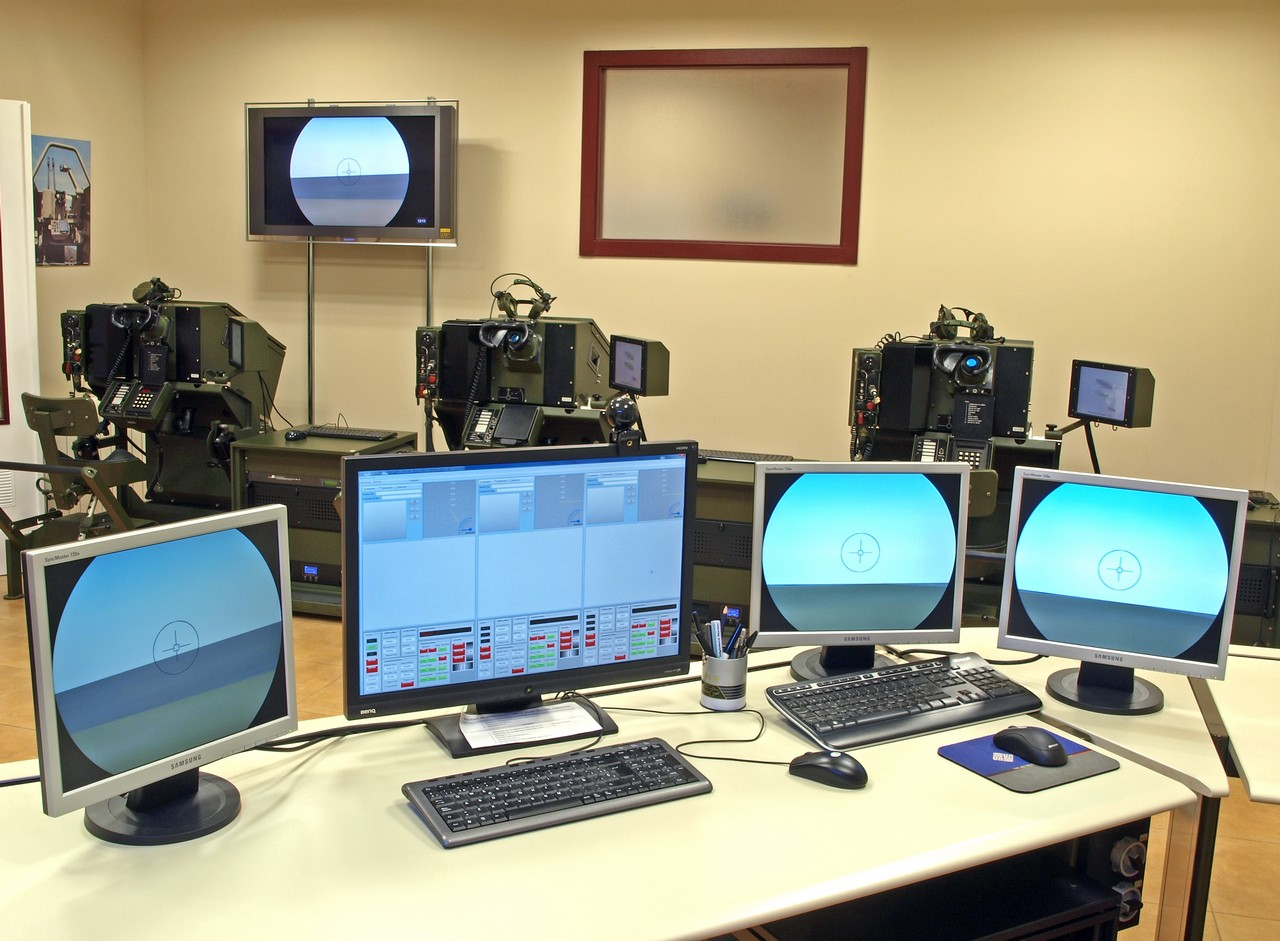
Simulador de Peça AAA 35-90
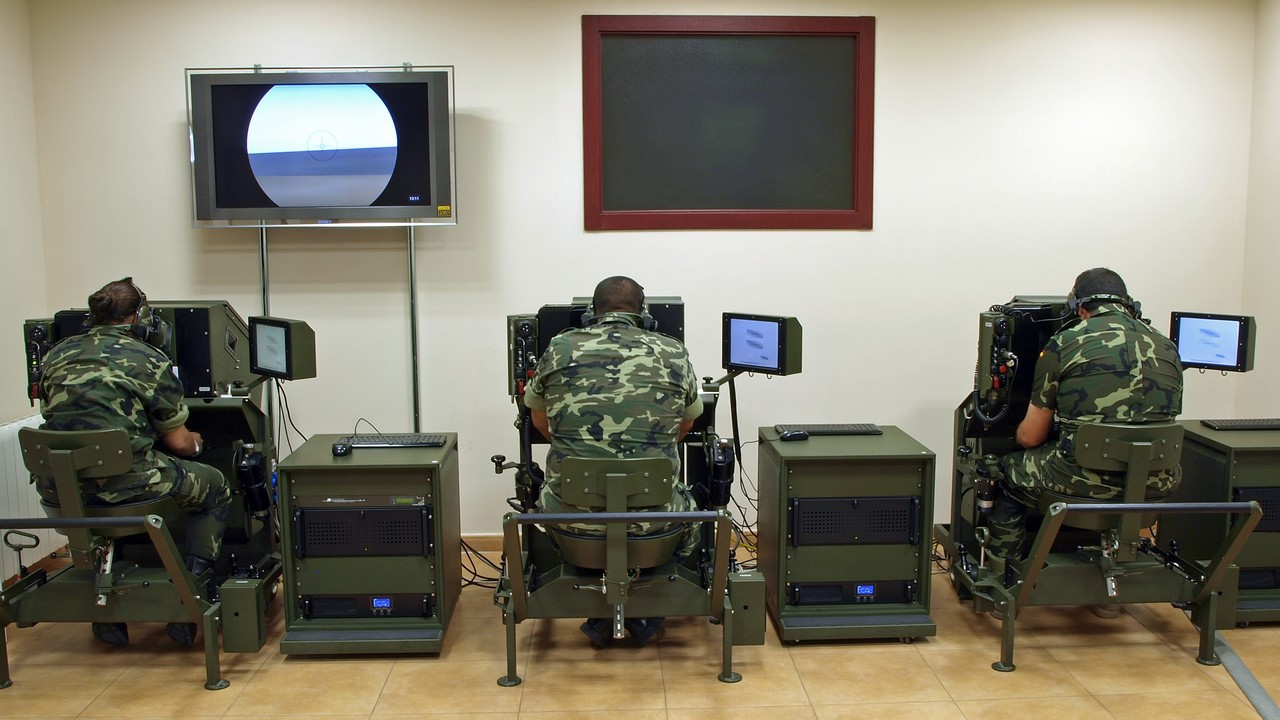
Simulador de Peça AAA 35-90
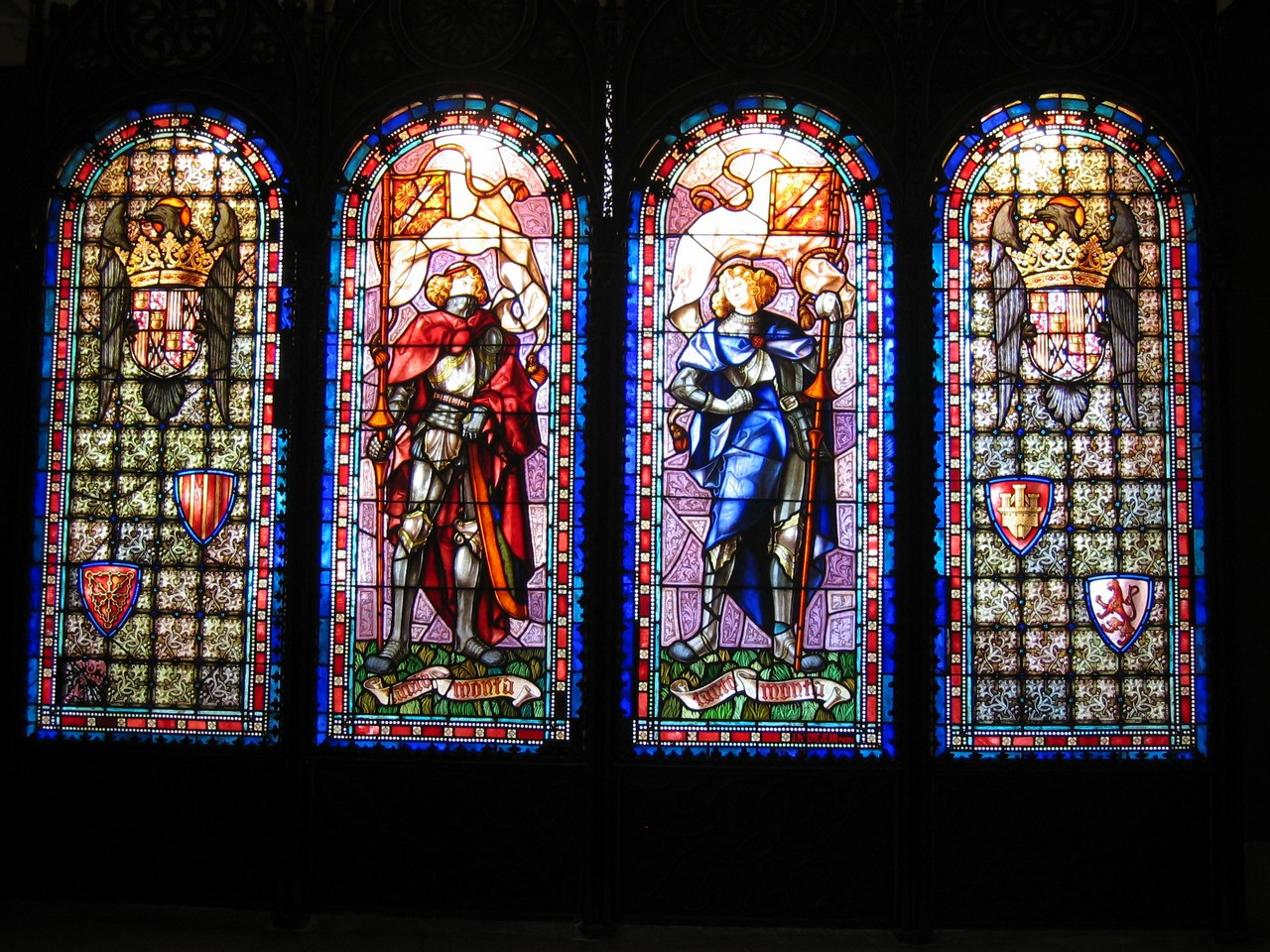
Vidriera passadís d'honor
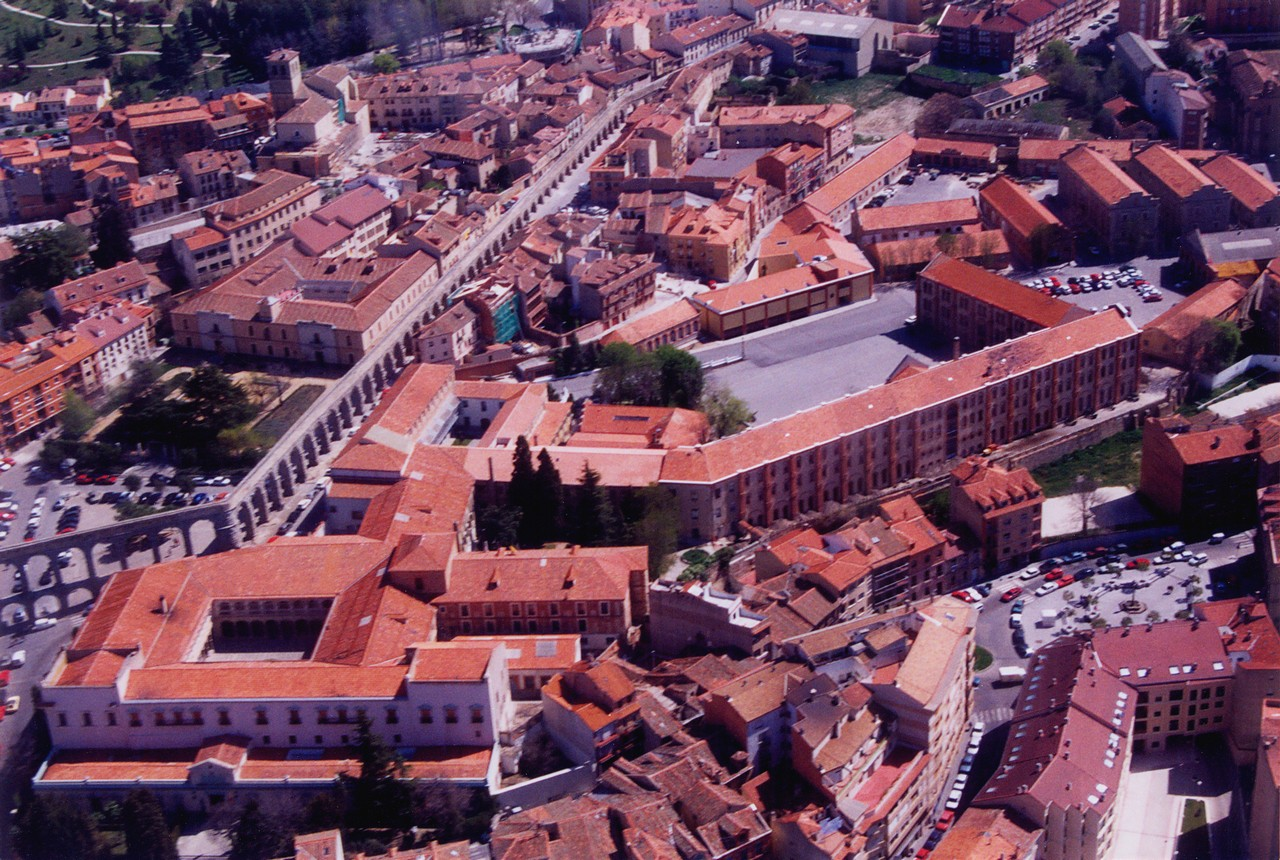
Vista aèria